# Primitivism (artă)

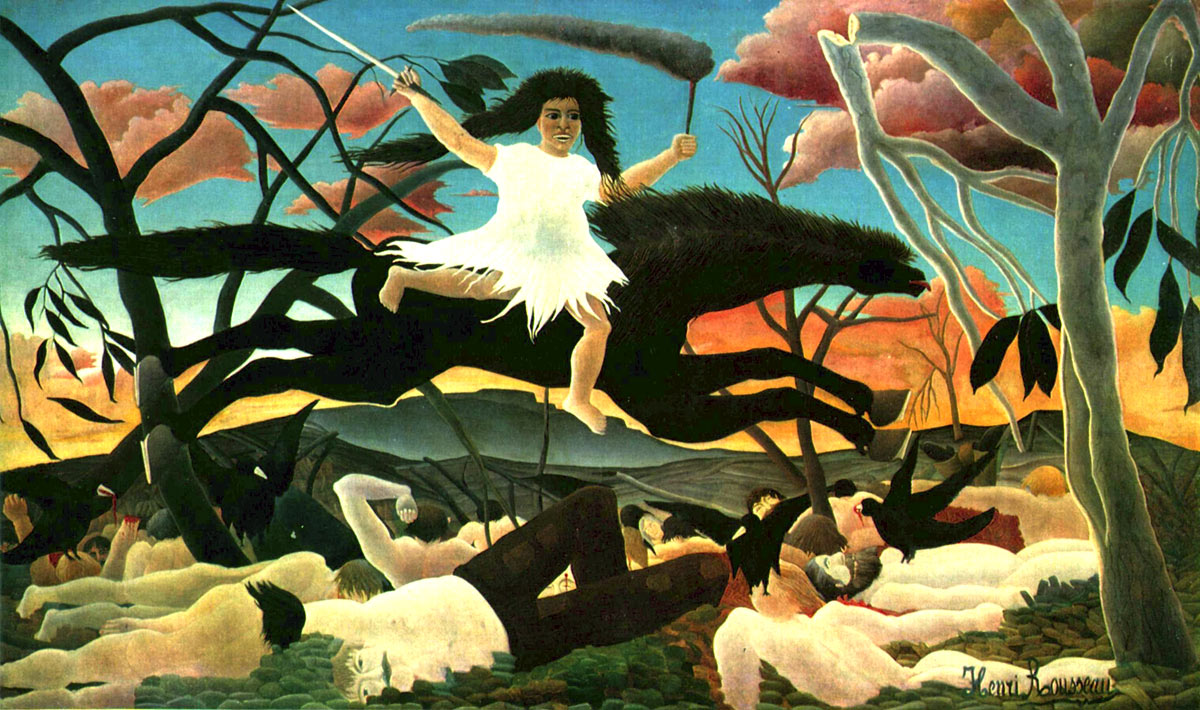
La guerre – Războiul — Reprezentarea hazardului și a haosului creat de război, în viziunea artistică „naiv - primitivistă” a lui Henri Rousseau - „Vameșul” (intervalul 1893 - 1894)

În artele lumii occidentale,  primitivismul  este un mod de idealizare estetică, care înseamnă actul de a re-crea experiența timpului, a locului și a persoanei primitive, fie prin emulare, sugestie sau prin re-creare. În filosofia occidentală, primitivismul presupune, argumentează și propune ideea că oamenii unei societăți primitive posedă moralitate și etică superioare sistemului de valori urbane al oamenilor civilizați moderni.
În arta europeană, estetica primitivismului includea tehnici, motive și stiluri copiate din artele populațiilor și popoarelor asiatice, africane, amerindiene, oceanice și australiene percepute ca primitive în raport cu civilizația urbană a Europei de Vest. În această lumină, includerea de către pictorul Paul Gauguin a imaginilor tahitiene, în picturile sale în ulei, a fost un împrumut caracteristic de tehnică, motiv și stil care a fost important pentru dezvoltarea artei moderne (anii 1860 - 1870), de la sfârșitul secolului al XIX-lea.
În calitatea sa de gen artistic distinct al artei occidentale, primitivismul a reprodus și perpetuat diferite stereotipuri rasiste, cum ar fi cea de „nobil sălbatic”, cu care colonialiștii au justificat stăpânirea colonială peste „altul”, non-alb-ul din Asia, Africa, cele două Americi, Oceania și Australasia.
Mai mult, termenul de „primitivism” identifică și tehnicile, motivele și stilurile de pictură care au predominat pictura reprezentativă înainte de apariția avangardei artistice, precum identifică și stilurile de artă naivă și de artă populară produse de artiști amatori, așa cum ar fi Henri Rousseau, care a pictat strict pentru plăcerea sa personală.
În sfărșit, din punct de vedere strict cronologic și istoric, prin primitivism, în arta occidentală, se înțelege denumirea inițială a acelei mișcări artistice, care a fost o reacție la epoca Iluminismului, iar Jean-Jacques Rousseau a fost primul care a atras atenția asupra conceptului de noblețe sălbatică sau nobil sâlbatic.

## Descriere generală
Arta timpurie, primordială, adică primară, se numește, în chip logic, primitivă. De aici și o a doua accepțiune a termenului, arta naivă, cea lipsită de critică, autoreflecție, compoziție rațională sau constructivă, asociată stadiului preconstructiv al gândirii artistice. Astfel, se poate defini un concept înrudit, arta insitu (latină insitus - înnăscut, înnăscut, primordial).
Continuând analiza, criticul și teoreticianul artei rus, Viktor G. Vlasov afirmă, în monumentala sa enciclopedie în zece volume, Noul dicționar enciclopedic de arte plastice (2007), următoarele: „Esența artei primitive, indiferent dacă atribuim acest concept activității vizuale a unui om primitiv sau a unui copil, constă în naturalismul naiv, primirea plăcerii de la o simplă asemănare cu natura, recunoașterea unui obiect într-o imagine și a procesului pictural în sine.”.
În acest sens, primitivă este arta popoarelor și/sau a triburilor, a grupurilor etnice care au persistat în primele etape ale dezvoltării culturale ale umanității, dar și creativitatea amatoare a artiștilor populari care nu au urmat o pregătire specială, vreo școala academică de desen, pictură și compoziție și a căror artă se bazează numai pe tradiție și pe simțul lor înnăscut al formei, a compoziției și a culorii.
Într-un arc peste timp, în secolul al XIX-lea, „artiștii primitivi” constituiau grupul eterogen al artiștilor proto-Renașterii și ai Quattrocento a căror artă părea „ineptă” în comparație cu capodoperele Înaltei Renașteri și cu cele ale clasicismul roman de la începutul secolului al XVI-lea..

## Filozofie
Primitivismul este un stil de artă utopic care înseamnă a reprezenta lumea fizică a naturii și starea naturală originară a umanității, cu două varietăți stilistice:
1. „primitivism cronologic” și
2. „primitivism cultural”.[7]

În Europa, primitivismul cronologic propune superioritatea morală a unui mod de viață primitiv reprezentat de mitul „epocii de aur” al așa-zisei armonii pre-societale cu natura, așa cum este descrisă în genurile pastorale ale artei reprezentative și ale poeziei europene.
Exemple notabile de primitivism cultural european sunt muzica lui Igor Stravinsky, picturile tahitiene ale lui Paul Gauguin și operele de artă din perioada africană ale lui Pablo Picasso.
Astfel, Ritul primăverii (1913) al lui Stravinski este exemplu clar de muzică de program primitivistă, în format de muzică cultă, despre subiectul păgânismului, în special despre ritul sacrificiului uman în Rusia pre-creștină. Renunțând la estetica „tradițională” și la constrângerile tehnice ale compoziției muzicale occidentale, în „Ritul primăverii,” compozitorul folosește consonanțe și disonanțe aspre, abrupte, și ritmuri puternice și repetitive ca mod dionisiac al spontaneității în modernismul muzical.
Criticul Malcolm Cook a argumentat astfel explicația sa „cu motivele sale de muzică populară și cu infama revoltă [populară] de la Paris din 1913, care își asigură acreditările de „avangardă”, poemul simfonic „Ritul primăverii” a lui Stravinski s-a angajat în primitivism atât sub formă, cât și [în] practică,” rămânând totuși, în același timp, în limitele tehnice ale muzicii clasice occidentale.

### Secolul al 17-lea
În timpul perioadei iluminismului, oamenii educați ai civilizației occidentale europene, au utilizat retoric idealizarea popoarelor indigene ale celorlalte continente, ca o formă eficientă de critică politică a culturii europene..
Făcând parte „organică” a disputei dintre antici și moderni, filozoful și intelectualul italian Giambattista Vico a afirmat că viețile non-europenilor „primitivi” erau, de departe, mai adaptate la inspirațiile estetice ale naturii pentru poezie decât erau artele „omului civilizat,” modern. Din această perspectivă, Vico a comparat meritele artistice ale poeziei epice a lui Homer, respectiv ale Bibliei, cu literatura modernă scrisă în limba vernaculară.

### Secolul al 18-lea
În lucrarea sa de analiză Prolegomena ad Homerum (1795), savantul german Friedrich August Wolf a identificat limbajul poeziei lui Homer și limbajul Bibliei ca exemple de artă populară, comunicate și transmise prin forța tradiției orale. Ulterior, ideile novatoare ale lui Vico și Wolf au fost lărgite și aprofundate, în secolul al 19-lea, de către Johann Gottfried Herder. Oricum, deși suficient de influente în literatură, abordările ideatice și idealiste ale lui Vico și Wolf au influențat mult prea puțin alte domenii ale artei, fiind minimale, chiar marginale, în cazul artelor vizuale.

### Secolul al 19-lea

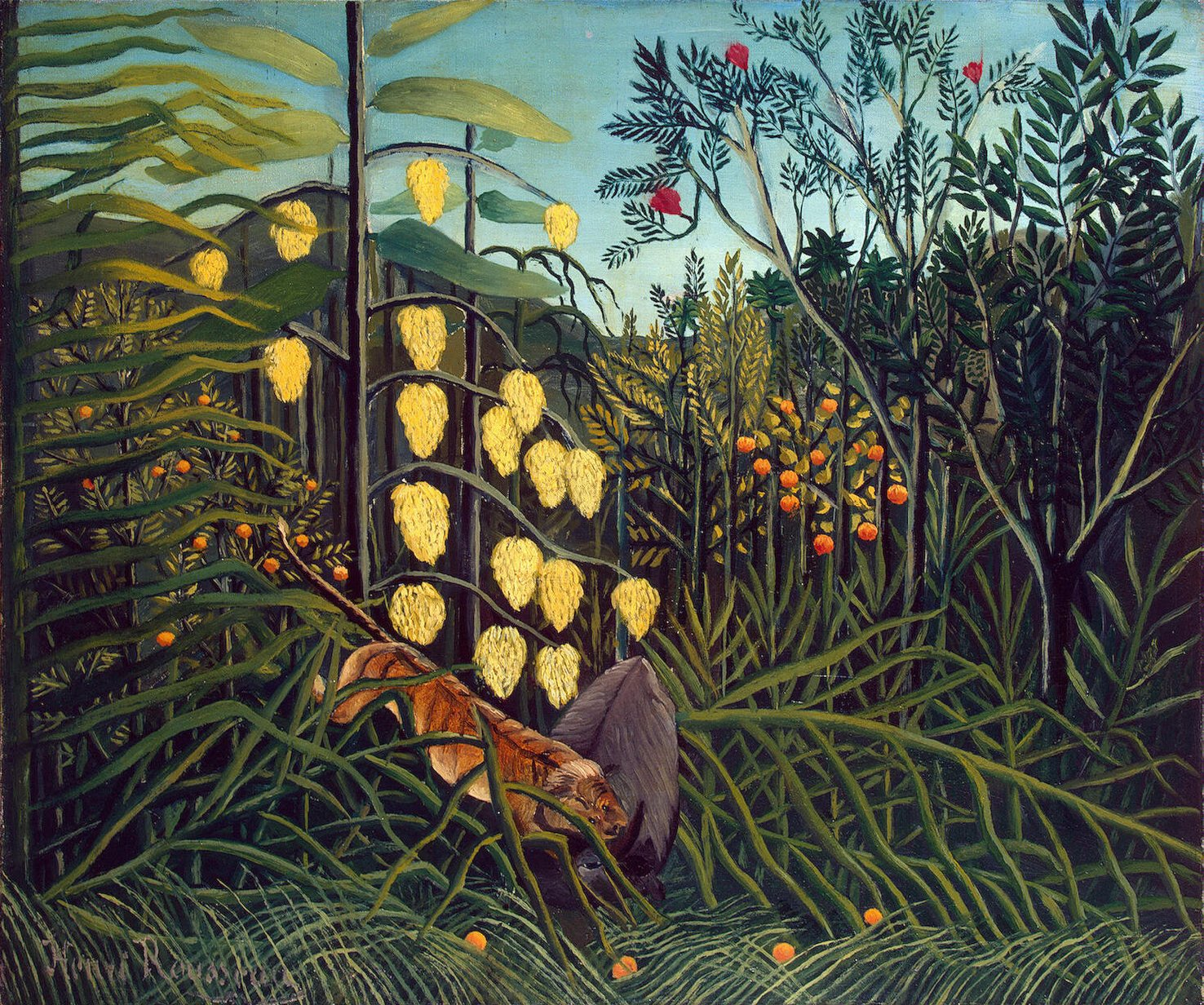
Într-o luptă a unui tigru și a unui bivol dintr-o pădure tropicală (1908 – 1909), de Henri Rousseau

Apariția curentului istoricismului, a cărui abordare tranșantă este judecarea și evaluarea diferitelor epoci din istoria omenirii în funcție de contextul și criteriile lor istorice, a condus la noi școli de artă vizuală dedicate fidelității istorice ale decorului și costumului, așa cum ar fi arta neoclasicismului și arta romantică vizuală a mișcării nazariene din Germania (1809 - 1830), care au fost inspirate de școala primitivă a picturilor devoționale italiene, adică înainte de Raffaello Sanzio da Urbino (mai bine cunoscut ca Rafael) și de descoperirea, sau, mai corect, de re-descoperirea europeană a picturii în ulei.
Spre exemplificare, în timp ce pictura academică (după Rafael) folosea glazuri întunecate, forme idealizate și suprimarea detaliilor, artiștii mișcării nazariene au folosit contururi clare, forme mai „realiste,” culori strălucitoare și multe detalii. Stilurile artistice ale componenților mișcării nazariene erau similare cu stilurile artistice ale prerafaeliților, care s-au inspirat din scrierile critice ale lui John Ruskin, care i-a admirat pe pictorii dinaintea lui Rafael (precum Sandro Botticelli) și a recomandat artiștilor să picteze în aer liber.
Pe la mijlocul secolului al 19-lea, inventarea fotografiei și crearea geometriei ne-euclidiene au dus la schimbări profunde în știință, cultură și arte. Fotografia a schimbat profund artele vizuale, conducând la instaurarea puternicului curent al realismului, urmate de toate celelalte, iar crearea geometriei ne-euclidiene a anulat absolutismul controlului geometriei euclidiene asupra matematicii. În același timp, ambele au contribuit masiv la provocarea perspectivei convenționale a Renașterii, prin puternica sugestie de existență a lumi multiple, în care totul este diferit de lumea cunoscută de oameni până atunci.

## Primitivism modern

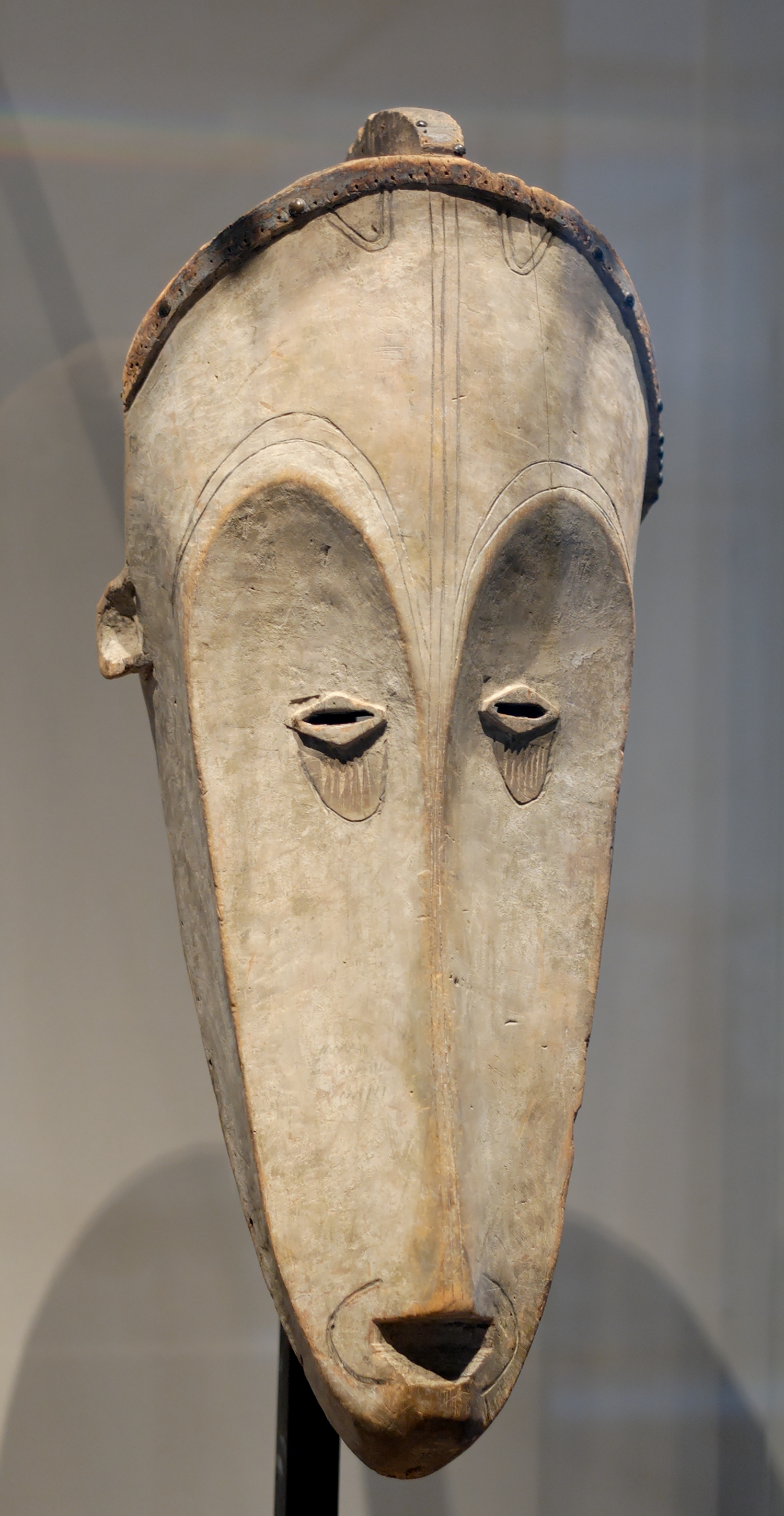
Influențele stilistice ale artei populației africane Fang sunt evidente în pictura Domnișoarele din Avignon (1907), de Pablo Picasso.

Cele trei secole ale perioadei marilor descoperiri geografice (aproximativ secolele al 15-lea - al 17-lea), au făcut ca exploratorii europeni ai acestei perioade să aibă parte de expuneri repetate cu culturile din Asia, cele două Americi, Africa, Oceania și Australia, dar, din păcate, din cauza perspectivei exploratorilor asupra diferențelor culturale, această expunere a dus la colonialism.
În timpul perioadei Iluminismului, frecventele întâlniri ale exploratorilor europeni cu acești „alții”, ne-europeni, au constituit provocarea continuă a filozofilor de a privi dubitativ la presupunerile medievale despre natura imuabilă a Omului, a Societății și a Naturii, a organizării sociale, a structurilor mentale, morale și intelectuale ale creștinismului, comparate cu stilul de viață al „ne-civilizaților” oamenilor naturali, care trăiau în armonie cu natura.
În secolul al 18-lea, artiștii și intelectualii occidentali au participat la „căutarea conștientă în istorie a unei naturi umane și a unei structuri culturale mai profund expresive, permanente, în contrast cu realitățile moderne în curs de dezvoltare,” prin studierea culturilor popoarelor primitive întâlnite de exploratori.

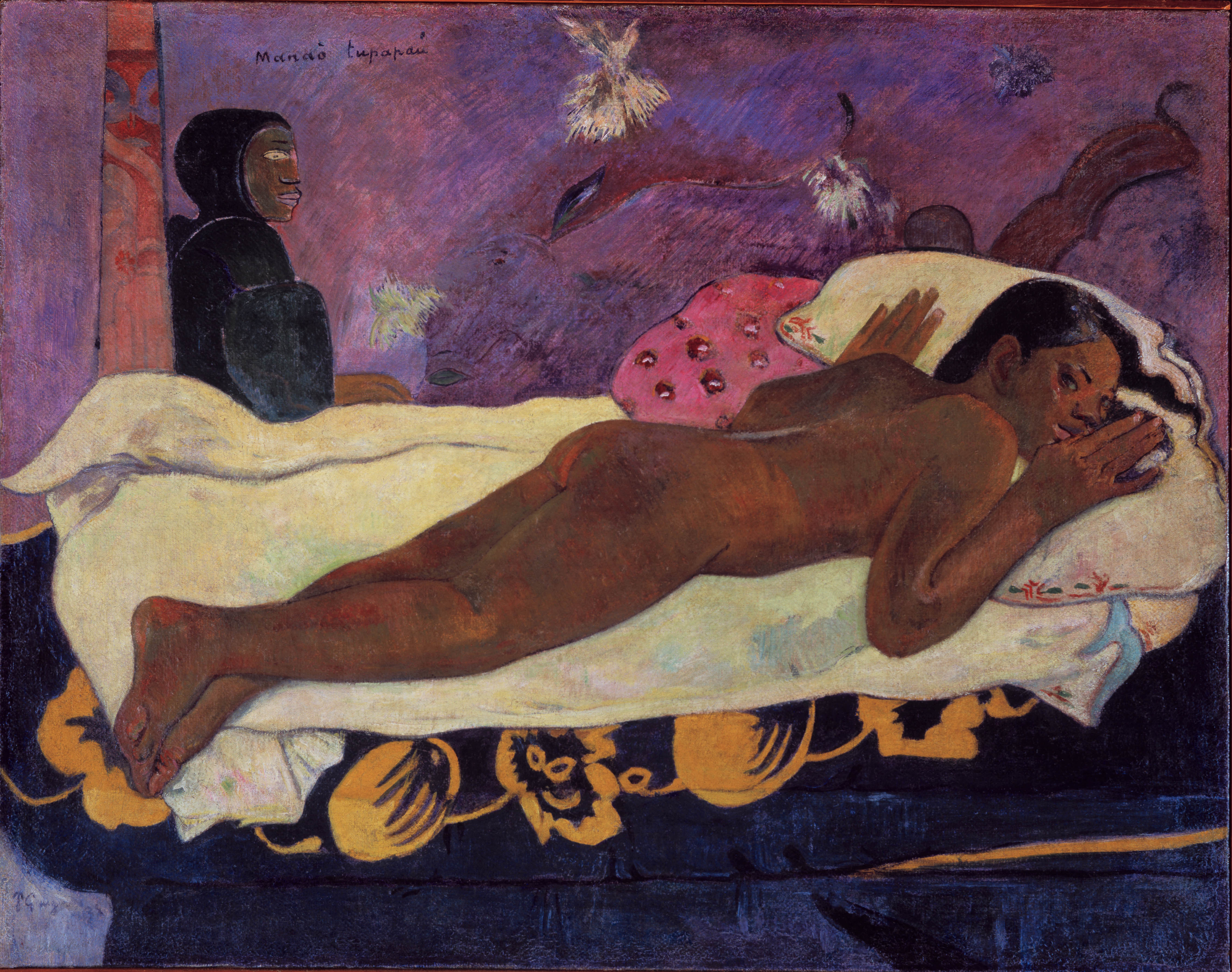
Manao Tupapau - Spiritul celor morți privind (1892), de Paul Gauguin

Prada colonialismului european includea operele de artă ale băștinașilor colonizați, care prezentau stiluri primitive de exprimare și execuție, în special absența perspectivei liniare, un contur simplu, prezența hieroglifelor, varii distorsiuni ale figurii, și comunicarea sensului folosind modele repetate de ornamentare. Astfel, culturile africană, oceanică și australasiatică le-au oferit artiștilor un răspuns la „căutarea lor albă, occidentală și preponderent masculină” pentru idealul primitivului, „a cărui condiție de dezirabilitate rezidă într-o anumită formă de distanțare și diferențiere.

### Paul Gauguin
Pictorul francez Paul Gauguin (1848 - 1903) a părăsit Europa urbană pentru a locui în colonia franceză Tahiti. Acolo, a adoptat stilul de viață al localnicilor, considerat „primitiv,” conform standardelor europene ale acelui timp, care era foarte diferit de stilul de viață din Franța urbană.
Căutarea lui Gauguin se referea la multiple aspecte ale vieții, printre care se număra, la loc de cinste, libertatea sexuală, care era contrară constrângerilor creștine privind viața privată a oamenilor. Ilustrând acest spirit al libertății, se pot menționa picturile sale, realizate într-un interval de un deceniu, Manao Tupapau - Spiritul celor morți privind (1892), Parau na te Varua ino - Vorbele Diavolului (1892) și Anna the Javanerin - Anna, Javaneza (1893), Te Tamari No Atua - Fiul Domnului (1896) și Povestiri dure (1902).

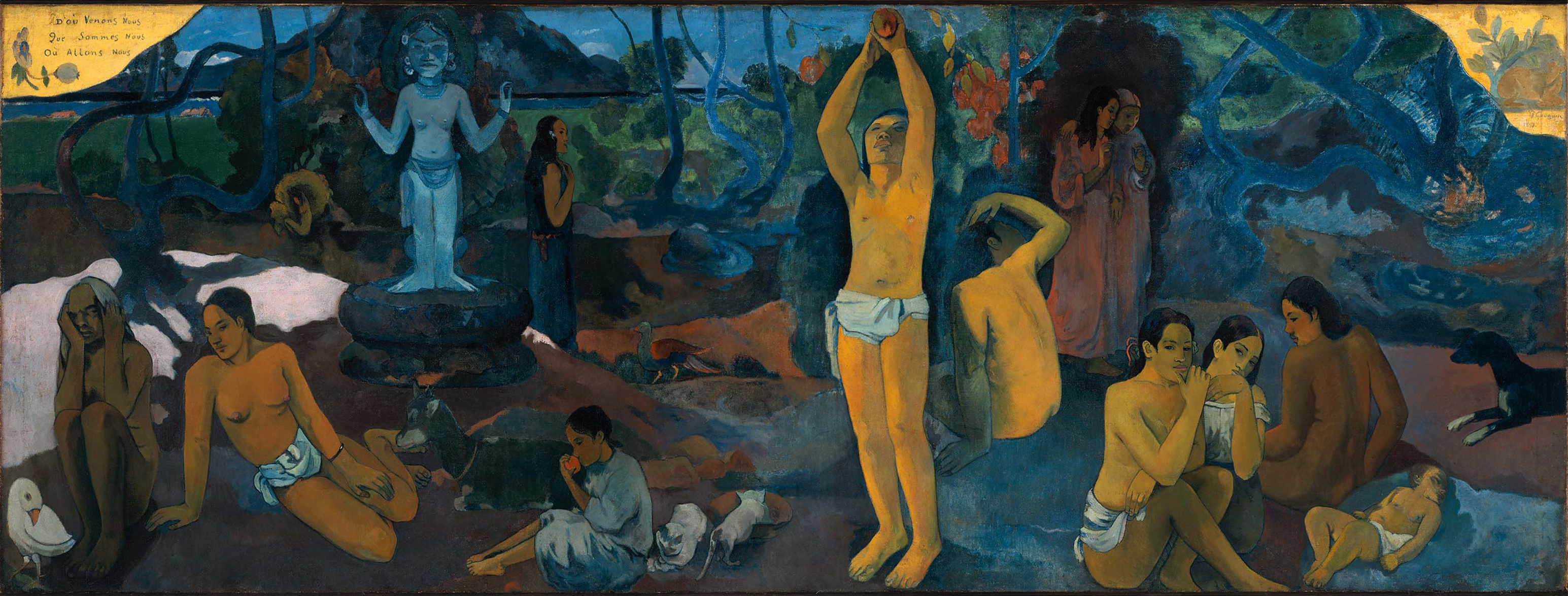
D'ou venons-nous – De unde venim? Cine suntem? Încotro ne îndreptăm? – Paul Gauguin (1897 - 1898)

Perspectiva europeană a lui Gauguin, la sfârșitul anilor 1890 și începutul secolului următor, despre Tahiti, ca un loc al „utopiei sexuale”, este foarte asemănătoare cu perspectiva artei pastorale (sau bucolice), care idealizează viața rurală ca fiind categoric mai bună decât viața urbană. Astfel, concret, în arta lui Paul Gauguin, similaritățile dintre Pastoralism și Primitivism sunt foarte clare în picturile Pastoralul Tahiti (1892), Trei femei tahitiene (1894) și, mai ales, în profund filozofica pictură D'ou venons-nous – De unde venim? Cine suntem? Încotro ne îndreptăm? (1897 – 1898).
Artistul plastic vizionar Gauguin a afirmat, de mai multe ori, că picturile sale celebrau societatea tahitiană și că, prin ele, el apăra Tahiti împotriva colonialismului francez. Cu toate acestea, din perspectiva postcolonială a târziului secol al 20-lea, criticii de artă feminiști au „denunțat” și relevat , „cu răceală seacă,” faptul că artistul plastic Gauguin avea amante tahitiene adolescente, ceea ce - în viziunea acelor critici - anulează pretenția sa de a fi anticolonialist.
În continuare, aceeași critică afirmă că, în calitate de bărbat european, libertatea sexualității sale, derivă din „privirea masculină” a colonialistului întrucât primitivismul artistic al lui Gauguin este parte a „țesăturii dese de rasism, fantezii sexuale, putere, atât colonială, cât și patriarhală” (conform originalului din engleză As a European man, ... Gauguin's artistic primitivism is part of the "dense interweave of racial and sexual fantasies and power, both colonial and patriarchal"), pe care colonialiștii francezi au inventat-o despre Tahiti și tahitieni. Aceste fantezii europene, tipice perioadei colonialiste, au fost create „într-un efort de a esențializa [varii aspecte ale] noțiunii de primitivism” (conform originalului din engleză "in an effort to essentialize notions of primitiveness"), pentru a explica de ce acei „alții”, ne-europeni, trebuiau să fie mereu în postura de subordonați coloniali.

### Les Fauves și Pablo Picasso

În pictura Les Demoiselles d'Avignon – Domnișoarele din Avignon (1907) figurile celor două personaje din dreapta picturii indică originile stilistice ale „Perioadei africane a lui Picasso.”

În anii 1905 – 1906, un grup de artiști plastici studiaseră artele din Africa Sub-Sahariană și din Oceania, tocmai datorită popularității foarte mari a picturilor lui Gauguin realizate în Tahiti, despre Tahiti, despre arhipelagul Societății, tahitieni și tahitiene.
Două expoziții retrospective, postume, ale lucrărilor lui Paul Gauguin (care decedase în 8 mai 1903) au avut loc la Paris, prima la Salon d'Automne (Salonul de Toamnă) în anul morții sale, 1903, și o a doua în 1906. Ambele expoziții au servit atât ca tribut artei lui Gauguin, dar, mai ales a doua, fusese influențată de artiști vizuali ai fauvismului (cunoscuți colectiv ca Les Faves), artiști plastici precum Maurice de Vlaminck, André Derain și Henri Matisse, dar și de Pablo Picasso.
Picasso studiase cu mare atenție sculptura iberică, a perioadei cuprinse între epoca bronzului și cea a ocupației romane a peninsulei, sculptura africană, măștile tradiționale africane, precum și picturile istorice maneriste ale lui El Greco, din a cărui estetetică s-a inspirat atunci când a imaginat și pictat Les Demoiselles d'Avignon – Domnișoarele din Avignon (1907) și, implicit, a creat mișcarea artistică a cubismului.

## Primitivism anti-colonialist
Arta vizuală a primitivismului, sau, mai general, primitivismul în artă este, de obicei, privit ca un fenomen cultural al artei occidentale. Totuși structura idealismului primitivist este prezentă, uneori masiv, în operele de artă ale artiștilor neoccidentali și anticoloniali. Astfel, nostalgia pentru un trecut idealizat, atunci când oamenii trăiau în armonie cu „Muma Natură” este legată de criticile impactului cultural negativ al modernității occidentale asupra popoarelor colonizate.

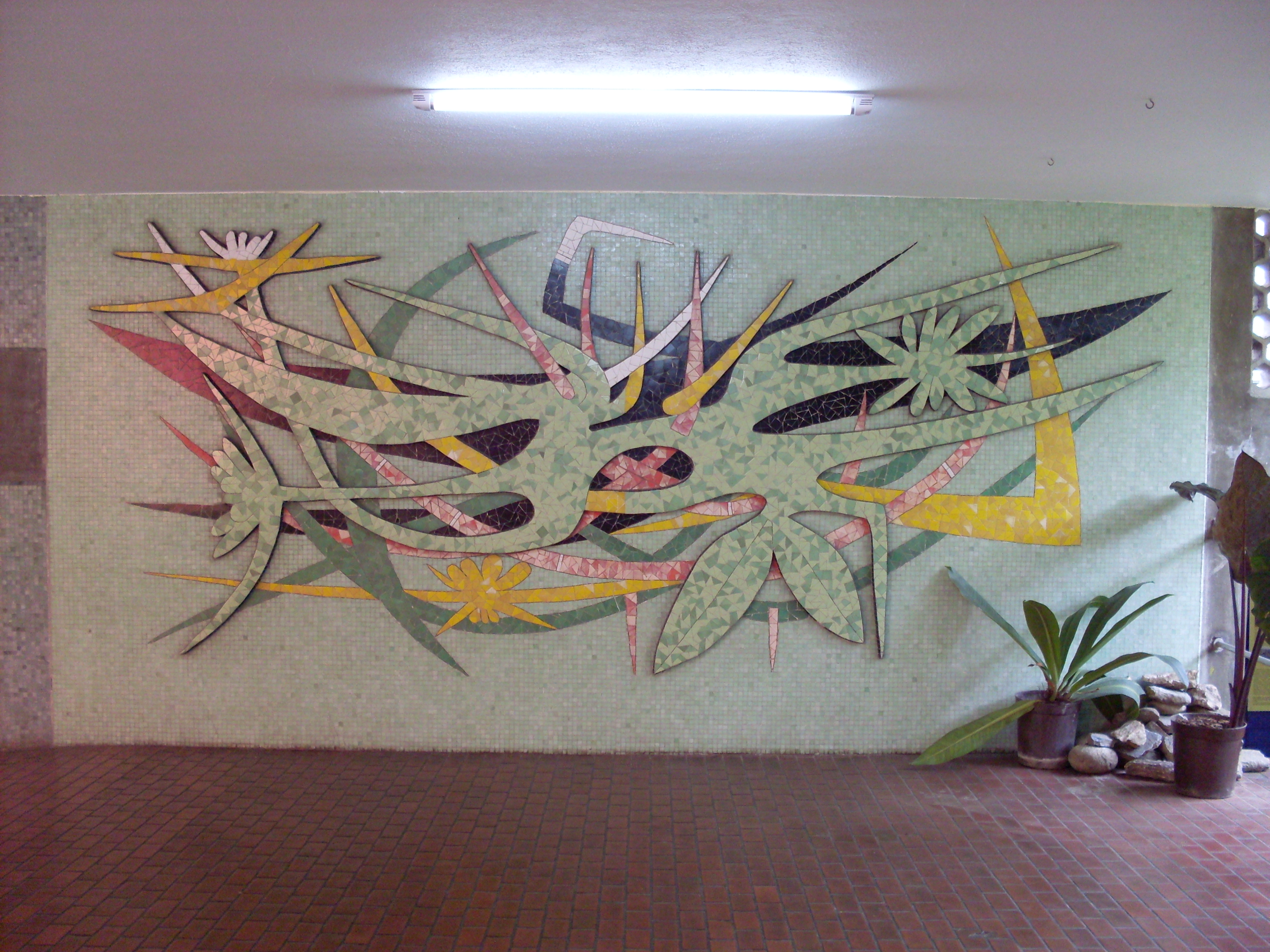
Wilfredo Lam – Lucrare murală - Fără titlu — Vestibulul Grădinii botanice la Universidad Central de Venezuela, Edificio del Instituto Botánico - realizat 1957

Lucrările primitiviste ale artiștilor vizuali anticoloniali sunt, în esență, critici formulate cu varii intensități la adresa stereotipurilor occidentale despre popoarele colonizate. În același timp, acest tip de lucrări exprimă dorința de a „reînvia” și tânjirea după modul de viață pre-colonial. Procesele de decolonizare fuzionează cu teleologia inversă a primitivismului pentru a produce opere de artă native distincte de operele de artă primitiviste ale artiștilor occidentali, care întăresc stereotipurile coloniale ca fiind adevărate.
Ca tip distinct de primitivism artistic, operele de artă ale mișcării Négritude – Negritudine – tind să folosească un anumit tip de nostalgie pentru o Epocă de Aur pierdută. Pornită la începutul anilor 1930, de către artiști și intelectuali francofoni, de multiple orientări artistice, de pe ambele maluri ale Oceanului Atlantic, mișcarea Négritude a fost adoptată cu ușurință în toată Africa continentală și de către diaspora africană. În respingerea raționalismului occidental și a colonialismului european, artiștii mișcarii artistice Négritude au idealizat Africa precolonială cu opere de artă care reprezintă acea Africă precolonială ca fiind compusă din societăți care au fost mai unite cultural (și nu doar cultural) înainte ca europenii să sosească în Africa.
Printre artiștii plastici cei mai notabili ai mișcării artistice Négritude se poate remarca cubanezul Wifredo Lam, care a fost asociat cu Pablo Picasso și cu mișcarea artistică a suprarealismului, în Paris, în anii 1930. La întoarcerea sa în Cuba, în 1941, Lam a fost încurajat de prieteni și de alți artiști plastici să creeze tablouri dinamice care au integrat ființe umane, animale și natura. În lucrarea „Jungla” (1943), polimorfismul lui Lam creează o scenă fantastică de junglă cu motive artistice africane, presărate printre tulpinile de trestie de zahăr, pentru a reprezenta legătura dintre idealismul neo-african al mișcării negritudinii și istoria sclaviei plantațiilor pentru producția de zahăr de masă.

## Neoprimitivism

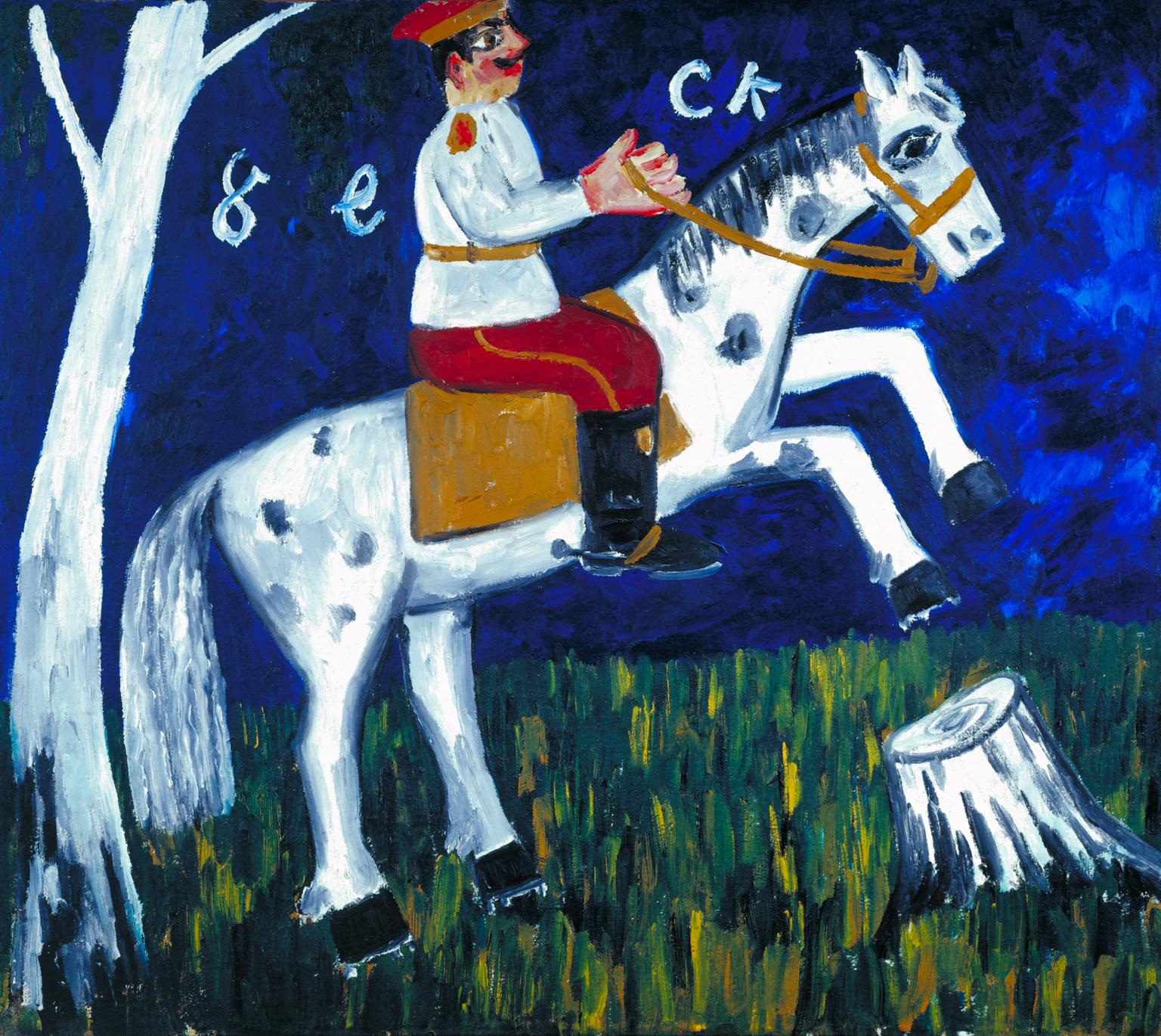
Soldat pe cal — Mihail Larionov (1911)

Neoprimitivismul a fost o mișcare artistică rusă care și-a luat numele de la pamfletul de 31 de pagini Neo-primitivizm (1913), al pictorului și sculptorului modernist Aleksandr Shevchenko (1882 - 1948).
Neoprimitivismul este considerat un tip de mișcare de avangardă și a fost propus, încă de la începuturile sale, conform pamfletului-manifest Neo-primitivizm, să reprezinte un nou stil de pictură modernă care îmbină elemente din pictura lui Cézanne, din cubism și futurism, „grefate și mulate” convențiilor și motivelor tradiționale ale „artei populare” rusești, accentuând, în special, motivele icoanei ruse și lubok-ului.
Neoprimitivismul a înlocuit arta simbolistă a asocierii artistice avangardiste ruse, a grupului de artiști plastici, cunoscuți colectiv drept Trandafirul Albastru (1906 - 1908). Mișcarea neoprimitivismului, aflată atunci în curs de dezvoltare, a fost îmbrățișată datorită tendinței mișcării, comparativ cu cea care o precedase, de a privi înapoi, astfel încât să depășească „zenitul său creator.” Un anumit mod de conceptualizare al neoprimitivismului îl descrie pe acesta ca „primitivism anti-primitivist,” deoarece pune sub semnul întrebării universalitatea eurocentrismului primitivistului „clasic.”
Acest punct de vedere prezintă neoprimitivismul ca o versiune contemporană care respinge clar discursurile primitiviste anterioare. Unele caracteristici ale artei neoprimitiviștilor includ utilizarea de culori îndrăznețe, modele originale și expresivitate. Aceste caracteristici sunt demonstrate expresiv în lucrările lui Paul Gauguin, care prezintă nuanțe vii și forme plate, în locul perspectivei tridimensionale.
Ca o scurtă remarcă al tratării foarte generale a subiectului neoprimitivismului, se pot menționa următoarele. Compozitorul Igor Stravinsky a fost unul dintre neoprimitiviști, cunoscut și prin intermediul pieselor sale muzicale, scrise pentru copii, bazate pe folclorul rus. Mai mulți artiști vizuali primitiviști au fost anterior membri ai grupului artistic avangardist Trandafirul Albastru.

### Artiști neoprimitiviști
Printre artiștii cei mai notabili ai avangardei ruse, asociați grupului și mișcării artistice a Neo-primitivismului, se pot menționa:

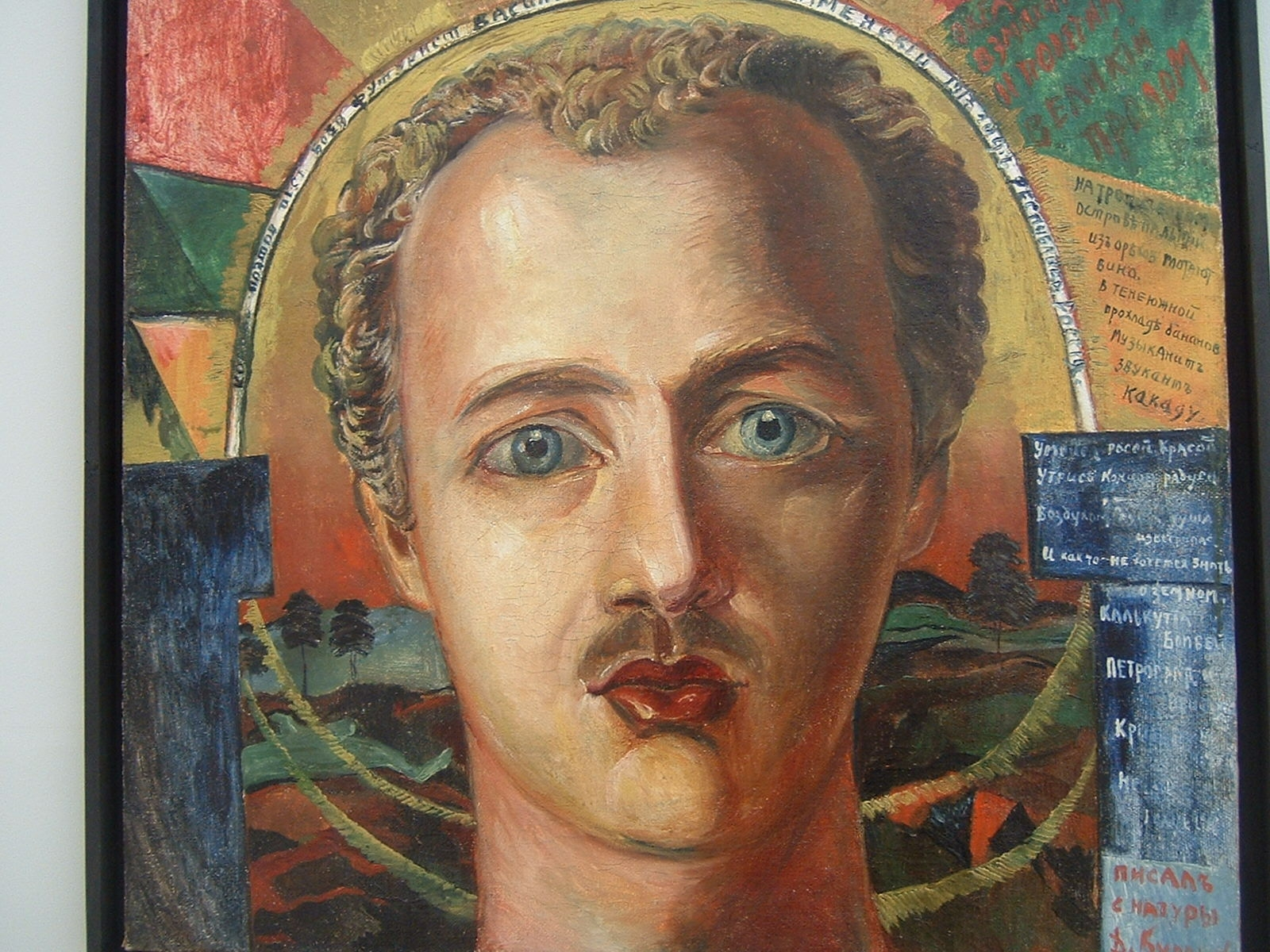
Portretul lui Vasili Kamensky (1884 – 1961), realizat de David Burliuk (în intervalul 1916 - 1917)

- David Burliuk – Poet, pictor, scriitor și publicist, descris adesea ca „tată al futurismului rus,” Burliuk a fost asociat mai ales cu mișcările artistice ale Futurismului și Neo-primitivismului.
- Marc Chagall – Artist vizual modernist timpuriu, Chagall a fost asociat cu mișcarea artistică École de Paris, precum și cu multiple mișcări și curente artistice, fiind creator într-o gamă largă de formate artistice, precum sunt pictură, desen, ilustrații, vitralii, decoruri, ceramică, tapițerie și imprimeuri artistice.
- Aleksandra Ekster (sau Oleksandra/Alexandra Ekster/Exter) – artistă vizuală a avangardei din Rusia, artist plastic și designer rus și francez, personalitate cunoscută în cercurile artistice parisiene, Ekster s-a identificat ca artist care lucra în stilurile cubo - futurismului și constructivismului, fiind o participantă la stilul neoprimitivismului și o influentă precursoare și susținătoare a Art Deco.
- Pavel Filonov – Poet, pictor avangardist rus și teoretician al artei, Filonov a fost asociat mai ales cu grupul de artiști numit Uniunea Tineretului - Soyuz Molodyozhi, rusă Союз молодёжи (1910 - 1921).
- Natalia Gonciarova – Artistă vizuală a avangardei ruse, pictor, ilustratoare, creatoare de decoruri și costume, scriitoare, pictor, designer și partenera de viață a lui Mihail Larionov, Gonciarova a fost membră fondatoare a grupurilor artistice Valetul de Caro (1909 – 1911), Coada Măgarului. Larionov și Goncearova au fost, de asemenea, membri simpatizanți ai multor alte grupuri artistice avangardiste ruse. Gonciarova și Larionov au inventat Rayonismul (1912 – 1914).
- Mihail Larionov – Artist vizual al avangardei ruse, practicând în varii medii, partener de viață al Nataliei Gonciarova, Larionov a fost unul dintre cei mai activi artiști plastici ruși, fiind membru fondator al grupurilor artistice Valetul de Caro, Coada Măgarului (1911 – 1913). Larionov și Gonciarova au inventat Rayonismul (1912 – 1914).
- Kazimir Malevici – Artist vizual de frunte al avangardei ruse, teoretician al artei, ale cărui lucrări și scrieri de pionierat au influențat dezvoltarea artei abstracte în secolul al XX-lea, Malevici a lucrat într-o varietate de stiluri, asimilând rapid esența mișcărilor artistice ale impresionismului, simbolismului și fauvismului și, după ce a vizitat Parisul în 1912, ale cubismului și ulterior a fuziunii cubo - futuriste.
- Olga Rozanova (sau Rosanova) – artistă vizuală a avangardei din Rusia,[34] care a pictat în mai multe stiluri artistice, printre care se pot menționa suprematismul, neoprimitivismul și cubo - futurismul.[35]
- Aleksandr Șevchenko – Membru al avangardei ruse, pictor, sculptor și teoretician, inițial modernist, Șevcenko a participat la majoritatea grupărilor artistice avangardiste ruse și ale expozițiilor acestora.
- Igor Stravinsky – Compozitor, muzician complex și dirijor, Stravinsky este considerat ca fiind printre cei mai importanți și influenți compozitori ai secolului al 20-lea și o personalitate distinctă în muzica modernistă.

## Primitivism modern, în alte țări

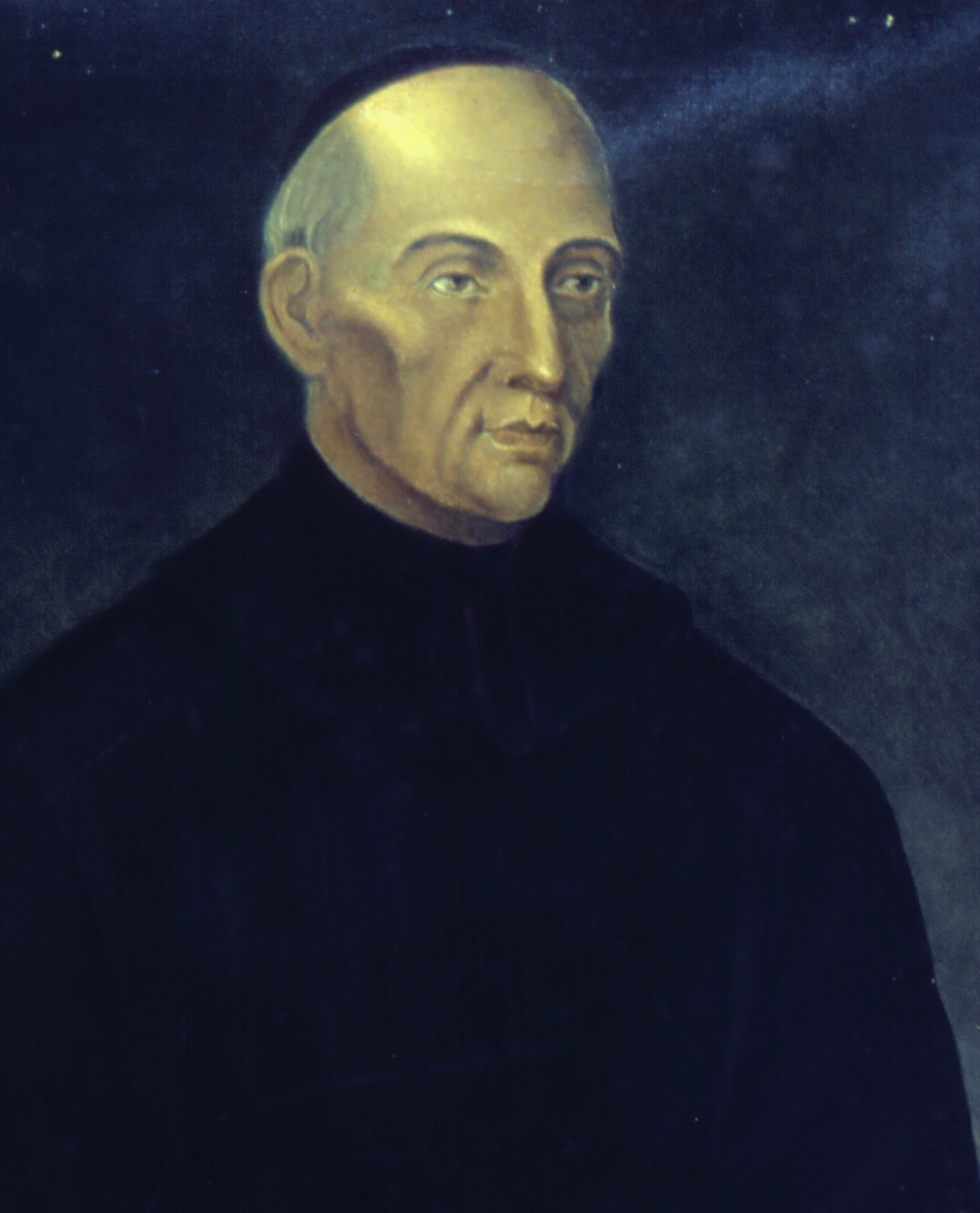
Tarsila do Amaral — Portretul clericului Frei Miguel Arcanjo da Anunciação (reîncadrat) — Muzeul Paulista

Dincolo de primitivismul modern al artiștilor plastici din Franța (precum Les Fauves, Paul Gauguin și Pablo Picasso) și Rusia - exprimat prin pleiada de varii artiști aparținând mișcării artistice a neoprimitivismului - alți artiști vizuali europeni, așa cum sunt Paul Klee, Joan Miró, Alberto Giacometti, Ossian Elgström (care și-a inspirat lucrările cu motive artistice din Laponia) și Alexander Calder au folosit și ei aceste motive ale popoarelor indigene ca metaforă de ilustrare a forțelor naturii. Astfel conform aceleiași afilații, tablourile din Bali ale pictorului german Walter Spies sunt, de asemenea, atribuite primitivismului.
Fiind la Paris, pictorița braziliană Tarsila do Amaral (1886 - 1973), considerată a fi unul dintre cei mai importanți pictori ai modernismului brasileiro, a creat mai multe lucrări realizate în stilul primitivismului modern. Dintre acestea, se pot menționa cele mai faimoase, așa cum sunt A Negra (1923) și Abaporu (1928). Scopul artistei braziliene era dezvoltarea, în continuare, a identității braziliene originare, prin înfățișarea, cât mai autentică, a naturii reale a populațiilor indigene din Brazilia. Deși aceste lucrări au fost influențate de cubismul european (întrucât Picasso era binecunoscut în Brazilia), do Amaral s-a distanțat, în opera sa, de eurocentrism. De altfel, demn de remarcat, moderniștii brazilieni se îndoiau că primitivismul european, așa cum se vede în lucrările cubiștilor, era autentic.

## Primitivism în literatură
Au existat și tendințe de mișcări primitiviste în literatură, precum Artur Lundkvist, în Suedia, care a fost influențat de numeroasele sale călătorii peste ocean, în ambele Americi. Analog, opera lui Gottfried Benn a fost descrisă și de criticul și teoreticianul de artă Carl Einstein, printre alții, drept primitivistă. Cu toate acestea, din cauza barierei lingvistice, împrumuturile directe din cultura popoarelor indigene, care nu cunoșteau scrierea, sunt greu de reprodus în literatură, spre deosebire de artele plastice / vizuale unde aceste influențe sunt mult mai ușor de redat, sugerat, reprodus și prezentat.

## Discursuri despre primitivism

### Anii 1890 -1945
În anii 1930 și 1940, teoreticieni ai artei, precum Robert Goldwater, au folosit termenul de primitivism pentru montaje suprarealiste, colaje și citate de artă indigenă, arhaică sau religioasă, obiecte găsite, antichități și/sau obiecte etnologice. Toate acestea, prin juxtapunerea lor provocatoare, reprezentau situații, inducând „stări primitive,” precum și asocieri exotice visătoare sau erotice.. Christian Zervos, în schimb, a subliniat împrumuturile primitiviștilor moderni din arta arhaică a lumii mediteraneene.
Carl Einstein a fondat discursul modern despre primitivism. Astfel, pentru istoricul și criticul de artă, o formă de primitivism era arta „barbară”. Ernst Gombrich a folosit termenul de „primitivism”, care se caracterizează - în opinia sa - prin străduința pentru adevărul universal, folosit sub formă de contra-termen al „modernismului”, care nu dorea decât să accepte cele mai recente progrese în dezvoltarea progresivă a artelor.
În 1937, primitivismul, ca și alte mișcări artistice de avangardă, a fost ostracizat masiv de național-socialiști, fiind centrul expoziției, numită peiorativ, Artă degenerată. Multe dintre acele lucrări au fost scoase din muzee, confiscate, vândute în străinătate, distruse mecanic sau arse.

### 1945- prezent
După cel de-al Doilea Război Mondial, artiștii plastici s-au referit destul de rar la obiectele de artă individuale. Rezultatul a fost un „primitivism indirect,” care a fost mai mult influențat intelectual decât a fost influențat vizual. Această inspirație de tratare a subiectului vine din istoria ideilor și a sociologiei, adică mai mult din texte precum cele ale lui Georges Bataille, Michel Leiris sau Claude Lévi-Strauss decât din analizarea directă a varii opere de artă vizuală.
Pentru a explica structurile primitiviste din pictura modernă, Martin Ortmeier folosește descoperirile lui Jean Piaget privind dezvoltarea ontogenetică a gândirii (în special gândirea spațială), în timp ce Margareth Werth a văzut opera de factură primitivistă a fauviștilor ca pe o regresie în sensul psihanalitic, o implementare a fanteziei primare pre-oedipiene. 

## Expoziții muzeale ale primitivismului artei moderniste

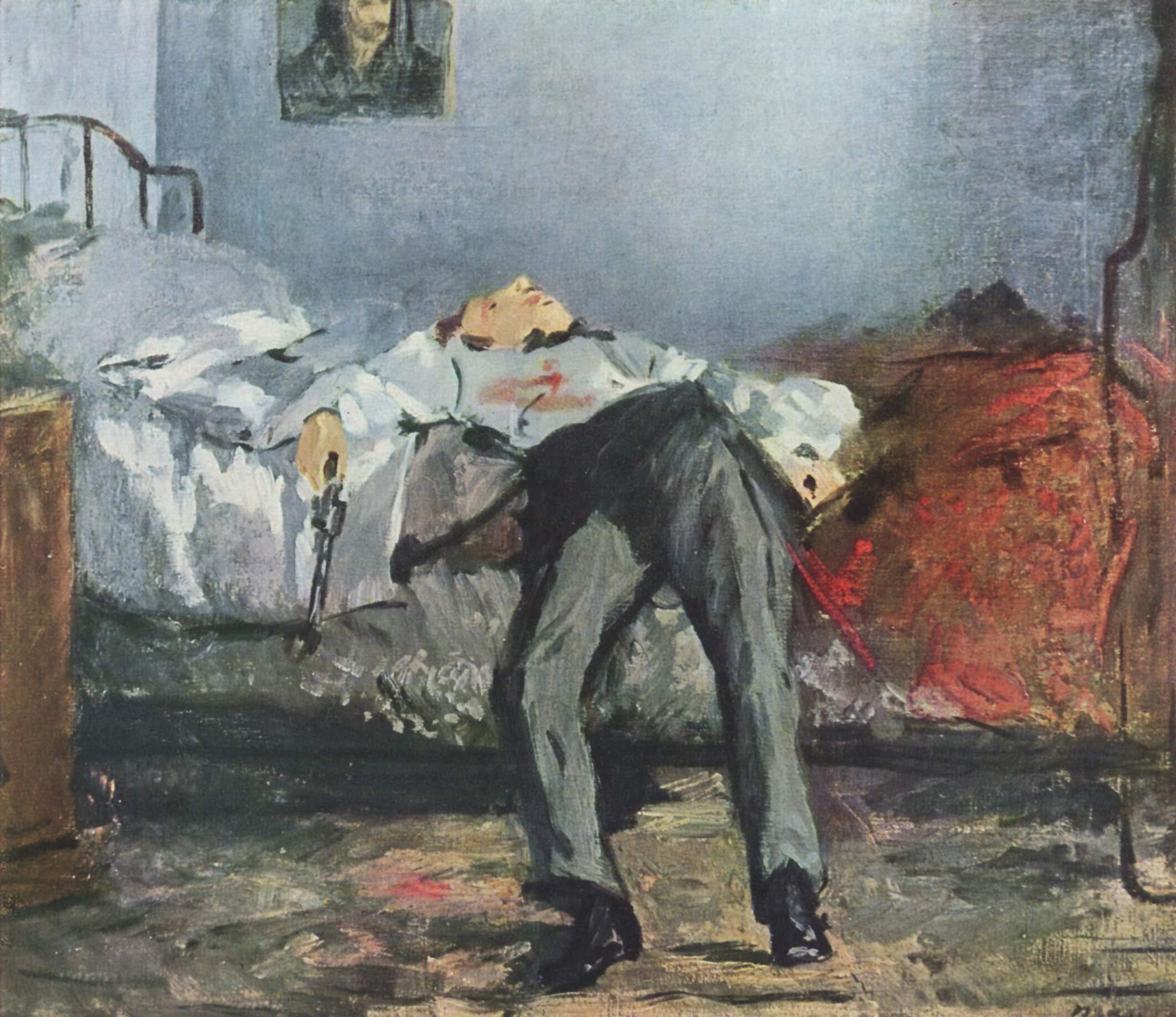
Una din multele piese de artă, prezentate la „Expoziția lui Fry,” care i-au făcut pe acerbii critici londonezi ai anului 1910 să îl declare pe Fry nebun. — Édouard Manet (1832 – 1883) – Sinucigașul

În noiembrie 1910, pictorul și criticul de artă britanic Roger Fry (1866 - 1934) a organizat expoziția intitulată Manet și postimpresioniștii, care a avut loc la Galeriile Grafton din Londra. În acea expoziție, devenită „faimos de infamă,” s-au expus lucrări ale lui Paul Cézanne, Paul Gauguin, Henri Matisse, Édouard Manet, Pablo Picasso și Vincent Van Gogh, printre alții. Acea expoziție a fost menită să prezinte modul în care arta franceză se dezvoltase în ultimele trei decenii anterioare anilor târzii 1900. În ciuda celor mai bune intenții de educare artistică ale lui Fry, ceilalți critici de artă londonezi au fost șocați de ceea ce au văzut. Unii l-au numit pe Fry „nebun,” iar alții „nebun de două ori” pentru că a ales și apoi că a expus public astfel de lucrări de artă în expoziție.
Expoziția organizată de Roger Fry, care va fi recunoscut ulterior, de istoricul artei Kenneth Clark, ca un formator de gust artistic de talia lui John Ruskin, a atras atenția asupra primitivismului în arta modernă, chiar dacă intenția sa inițială fusese doar educarea britanicilor la avansurile artelor vizuale din Franța. Consecvent cu funcția implicită a lui Fry de educator artistic al publicului londonez, savantă americană Marianna Torgovnick a denumit expoziția drept „debutul primitivismului” pe scena artistică a capitalei Imperiului britanic.
În 1984, la Muzeul de Artă Modernă din New York s-a organizat „nouă” expoziție axată pe primitivismul în arta modernă. În loc să sublinieze așa-zisele „problemele evidente,” expoziția a celebrat utilizarea obiectelor non-occidentale ca inspirație pentru artiștii moderni. După 74 de ani (1910 - 1984), directorul și organizatorul expoziției, William Rubin, a dus - în opinia dumisale - celebra expoziție organizată de Roger Fry, în 1910, „cu un pas mai departe,” expunând operele de artă moderne juxtapuse obiectelor non-occidentale înseși. 
Rubin a declarat cum „... că el nu era atât de interesat de piesele de artă «tribală,» în sine, ci a dorit, în schimb, să se concentreze asupra modalităților în care artiștii moderni [contemporani] «descopereau» această artă.” 
Astfel, Rubin încerca și dorea să demonstreze că există o clară „afinitate” între cele două modalități artistice. Savantul francez, prestigiosul istoric al artei și curator de expoziții internațională de artă, Jean-Hubert Martin (n. 1944), în schimb, a văzut în abordarea lui Rubin altceva. Martin a susținut că această atitudine însemna efectiv că obiectelor de artă „tribale” li se „dăduse statutul de nu mult mai mult decât note de subsol sau addenda la avangarda modernistă.”

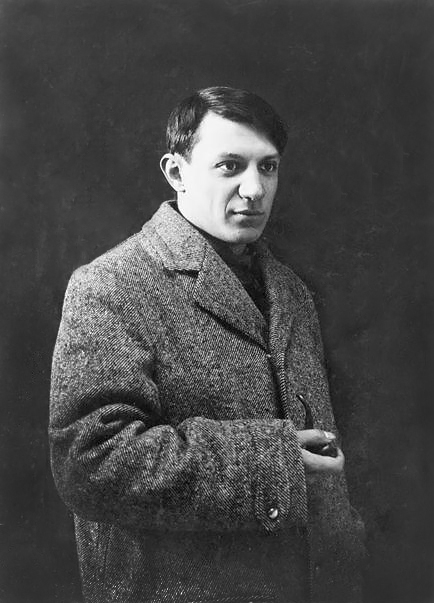
Portret al lui Pablo Picasso, din 1908 – autor necunoscut - (retușat modern))

„Expoziția lui Rubin” fusese împărțită în patru părți diferite: Concepte, Istoric, Afinități și Explorări contemporane. Fiecare secțiune era menită să servească unui scop diferit în arătarea conexiunilor dintre arta modernă și „arta ne-occidentală.”
În 2017, Musée du Quai Branly – Jacques Chirac, în colaborare cu Musée National Picasso – Paris, au organizat expoziția Picasso Primitif – Picasso Primitiv. Coordonatorul expoziției, Yves Le Fur, a declarat că dorește ca această expoziție să invite la un dialog între „operele lui Picasso – și nu doar lucrările majore, ci și experimentele cu concepte estetice – cu cele, nu mai puțin bogate, ale artiștilor non-occidentali.”  Astfel, expoziția Picasso Primitif era menită să ofere o viziune comparativă a operelor artistului cu cele ale artiștilor non-occidentali. Confruntarea rezultată trebuia să dezvăluie problemele similare pe care acești artiști au trebuit ca să le abordeze, cum ar fi nuditatea, sexualitatea, impulsurile și pierderea prin găsirea de soluții plastice paralele.
În 2018, Muzeul de Arte Frumoase din Montreal (acronim MMFA – Montreal Museum of Fine Arts) a avut o expoziție intitulată De la Africa la Americi – Picasso față în față, trecut și prezent. Expoziția de la MAMM a adaptat și a extins materialele și temele expoziției „anterioare,” Picasso Primitif, prin aducerea a 300 de lucrări și documente de la Musée du Quai Branly – Jacques Chirac și Musée National Picasso – Paris. Coordonatoarea expoziției, Nathalie Bondil a văzut problemele ridicate de modul în care Yves Le Fur a prezentat opera lui Picasso, juxtapusă la arta și obiectele non-occidentale și a găsit o modalitate de a răspunde aceastei „provocări.” Titlul acestei expoziții a fost „O expoziție majoră care oferă o nouă perspectivă și inspiră o relectură a istoriei artei.” 
Organizatoarea și curatoarea expoziței, Bondil, a subliniat, „Expoziția a analizat transformarea, în viziunea noastră, asupra artelor din Africa, Oceania și cele două Americi, de la sfârșitul secolului al 19-lea până în zilele noastre.” Bondil a vrut să exploreze întrebarea despre modul în care obiectele etnografice ajung să fie privite ca artă. Ea a întrebat, de asemenea, „Cum pot fi expuse un Picasso și o mască anonimă în același plan?” 

## Alți artiști „primitiviști” mai recenți
Există alte genuri și modalități picturale pot fi asemănătoare în anumite aspecte cu primitiviștii ruși, deci cu neoprimitiviștii, de la începutul secolului al XX-lea. Printre acestea se numără lucrările expresioniștilor abstracti care practică pictura de acțiune, spre exemplu. Acest gen și modalitate artistică din pictură a apărut în anii 1950 în metropola New York City. Astfel, se pot menționa, artiștii plastici de mai jos, ca reprezentanți ai picturii de acțiune.
- Mark Tobey (1890 - 1976)
- Franz Kline (1910 - 1962) și
- Adolph Gottlieb (1903 - 1974)

Se înțelege că aceste cuvinte, de „primitiv” și/sau „primitivisme,” au un înțeles originar clar, conform acestei întregi expuneri, dar și că pot fi folosite pentru a desemna alte concepte decât neoprimitivismul pictural rus, de la începutul secolului al 20-lea, așa cum a fost definit, în special de Alexander Shevchenko, în eseul său manifest Neo-primitivizm.

## Galerie

Lucrări reprezentative
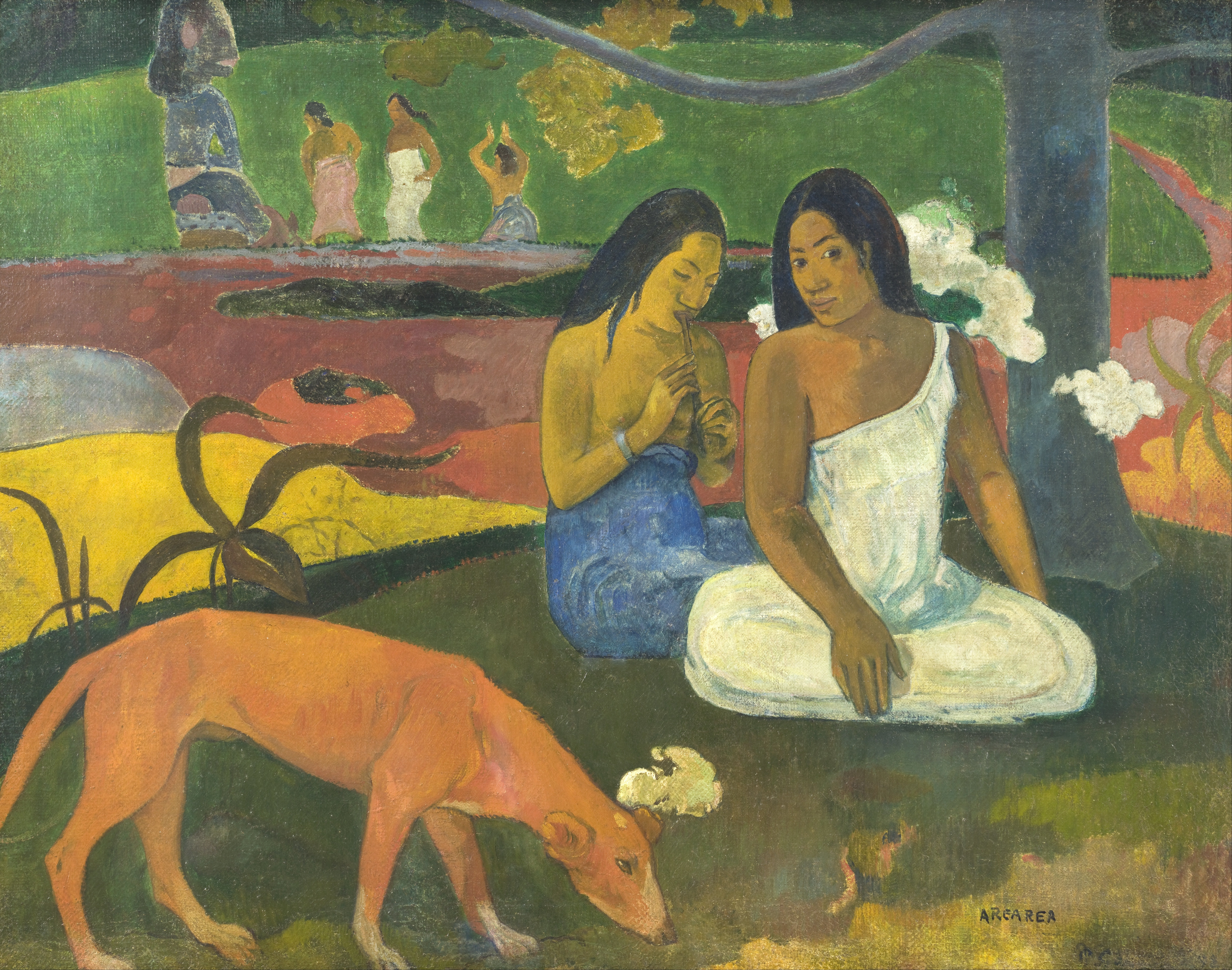
Paul Gauguin - Arearea - Veselie 1892
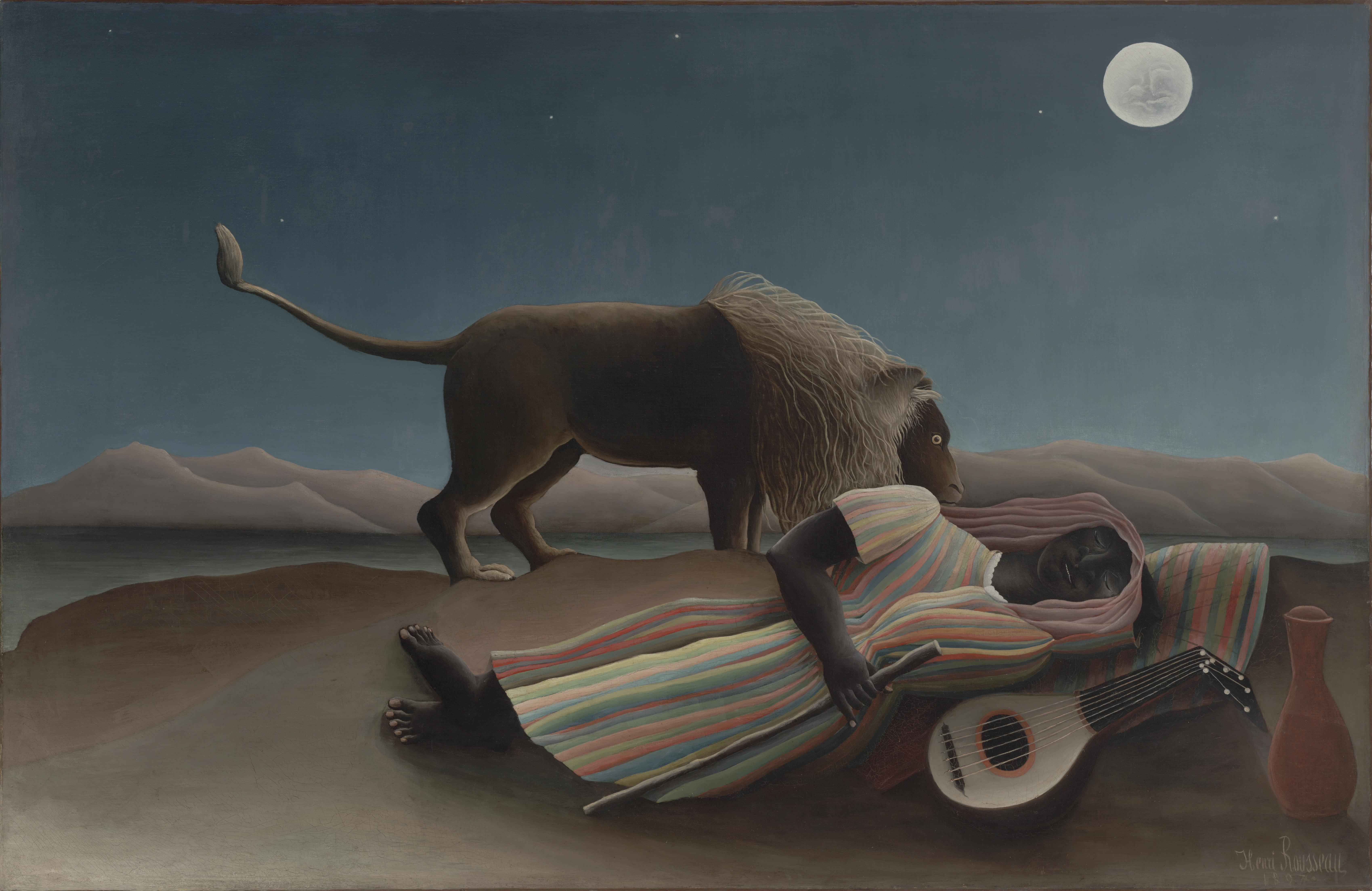
Henri Rousseau – La Bohémienne endormie - Țigancă adormită (1897)
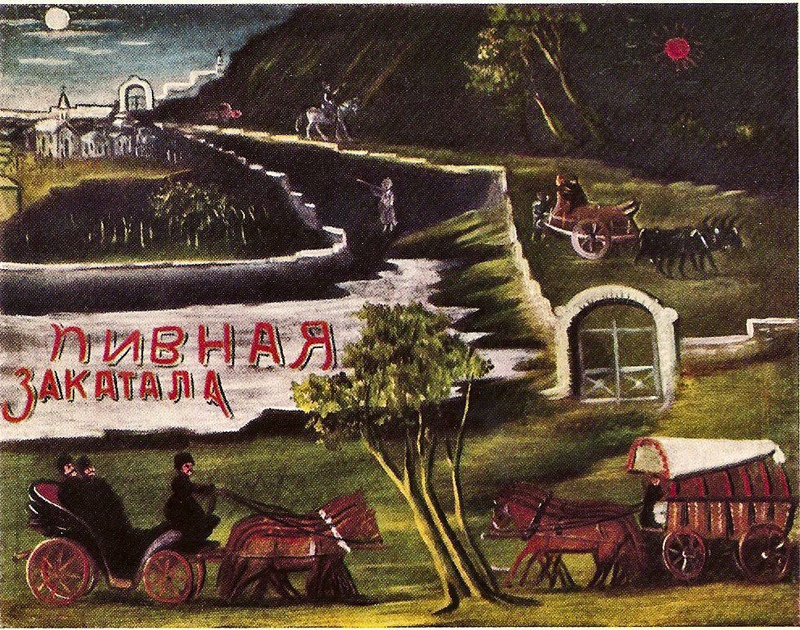
Niko Pirosmani (1862 – 1918) — Reclamă pentru un restaurant din Zakataly (posibil datat orice în intervalul 1895 – 1903)
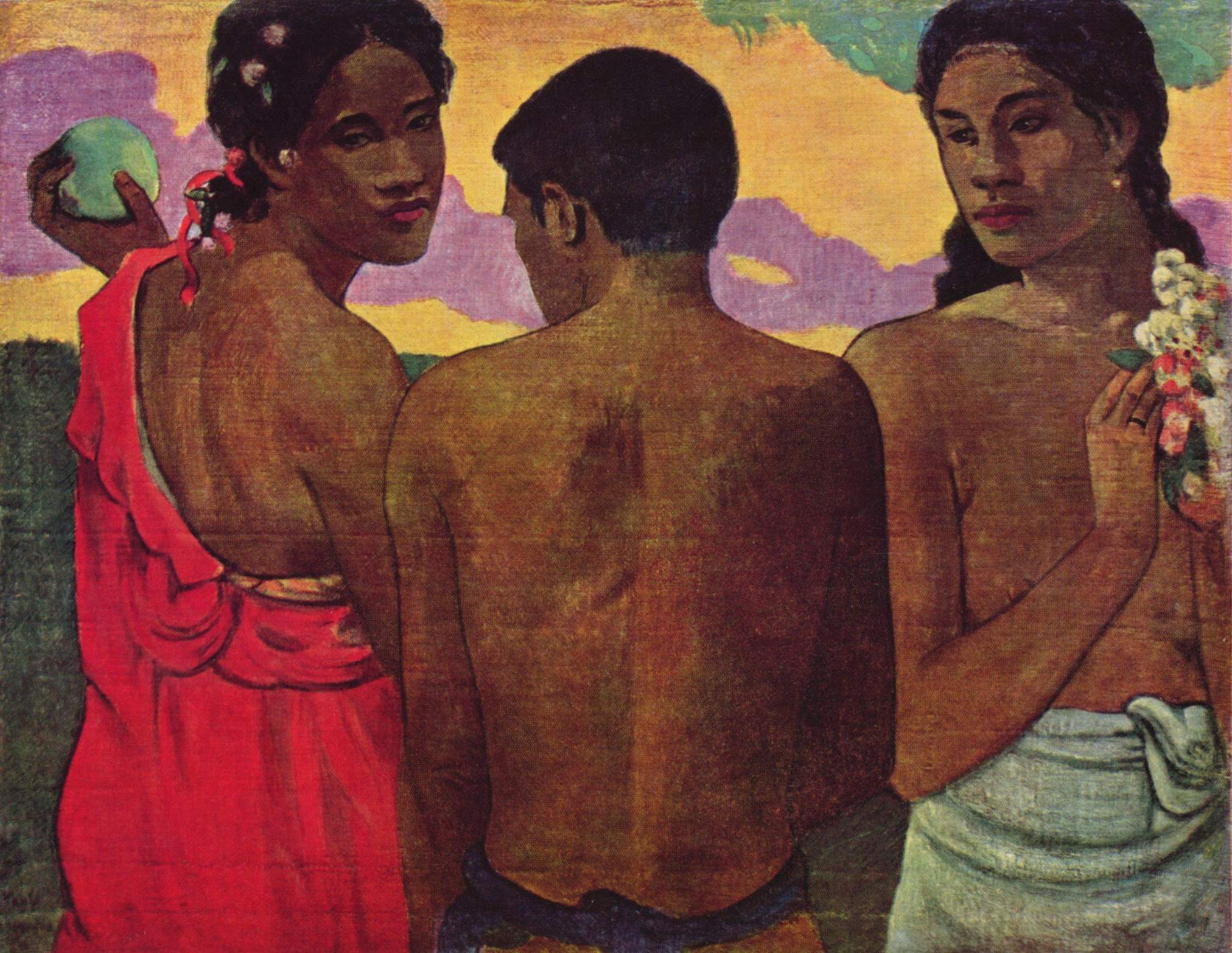
Paul Gauguin - Trei tahitieni discutând (1898 sau 1899)
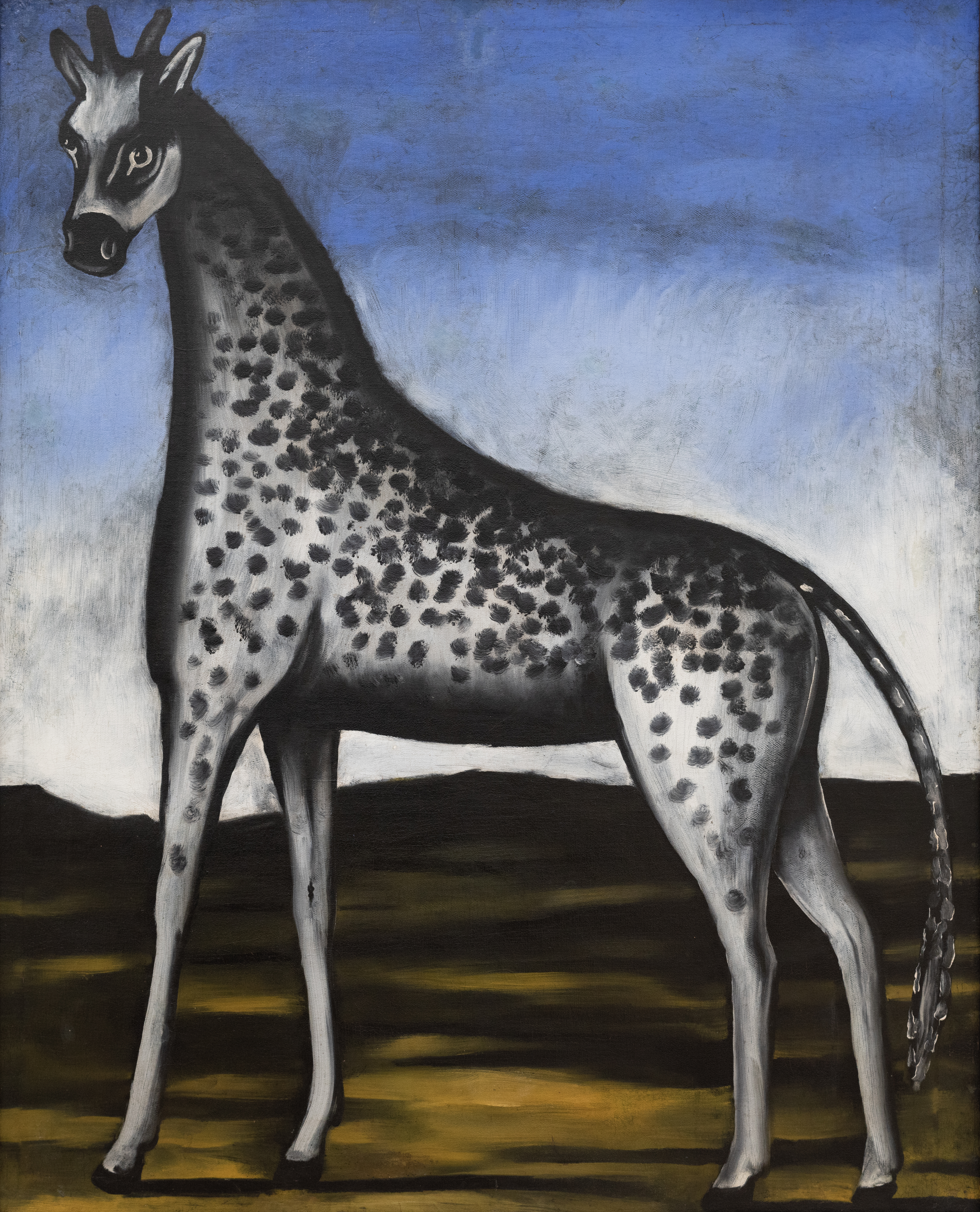
Niko Pirosmani (1862 – 1918) – Girafă (circa 1900)
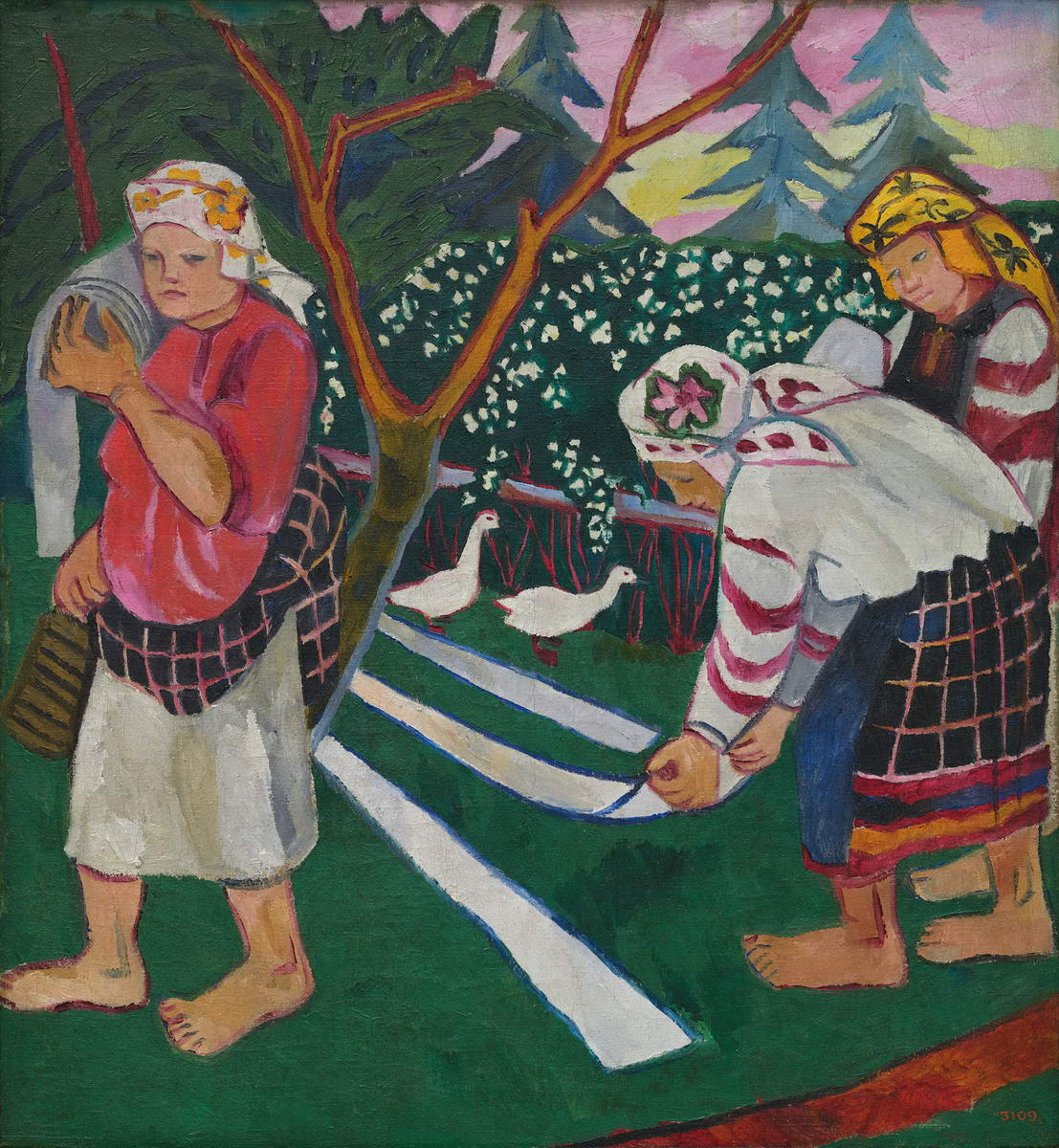
Natalia Goncearova - Albirea cearceafurilor (Neo-primitivism) 1908
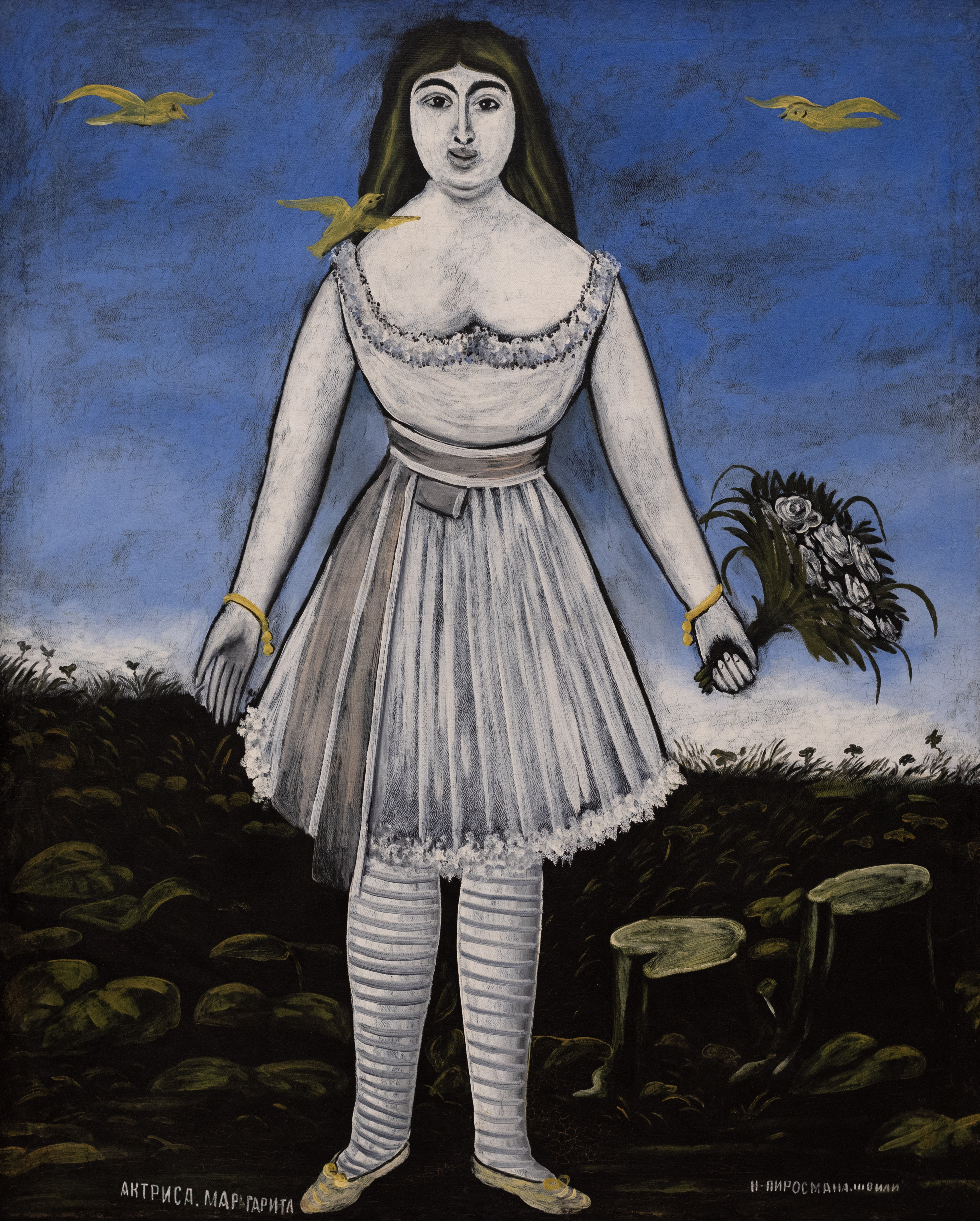
Niko Pirosmani – Actrița Margarita (1909)
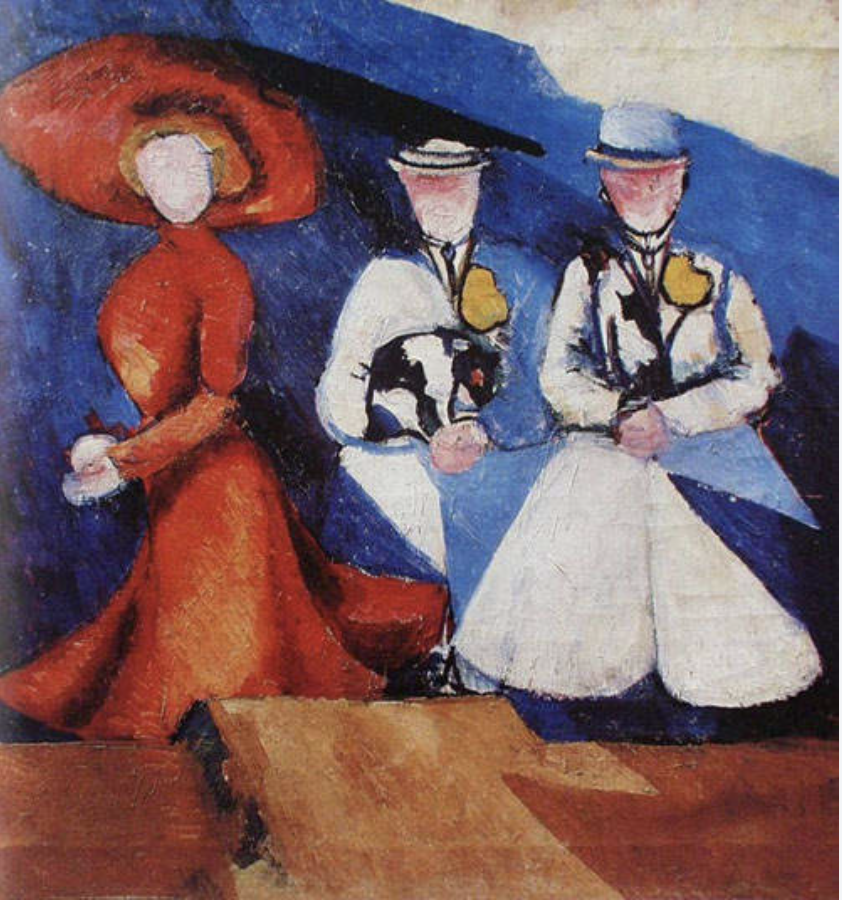
Oleksandra Ekster (1882 - 1949)- Trei figuri feminine (Neo-primitivism) 1910
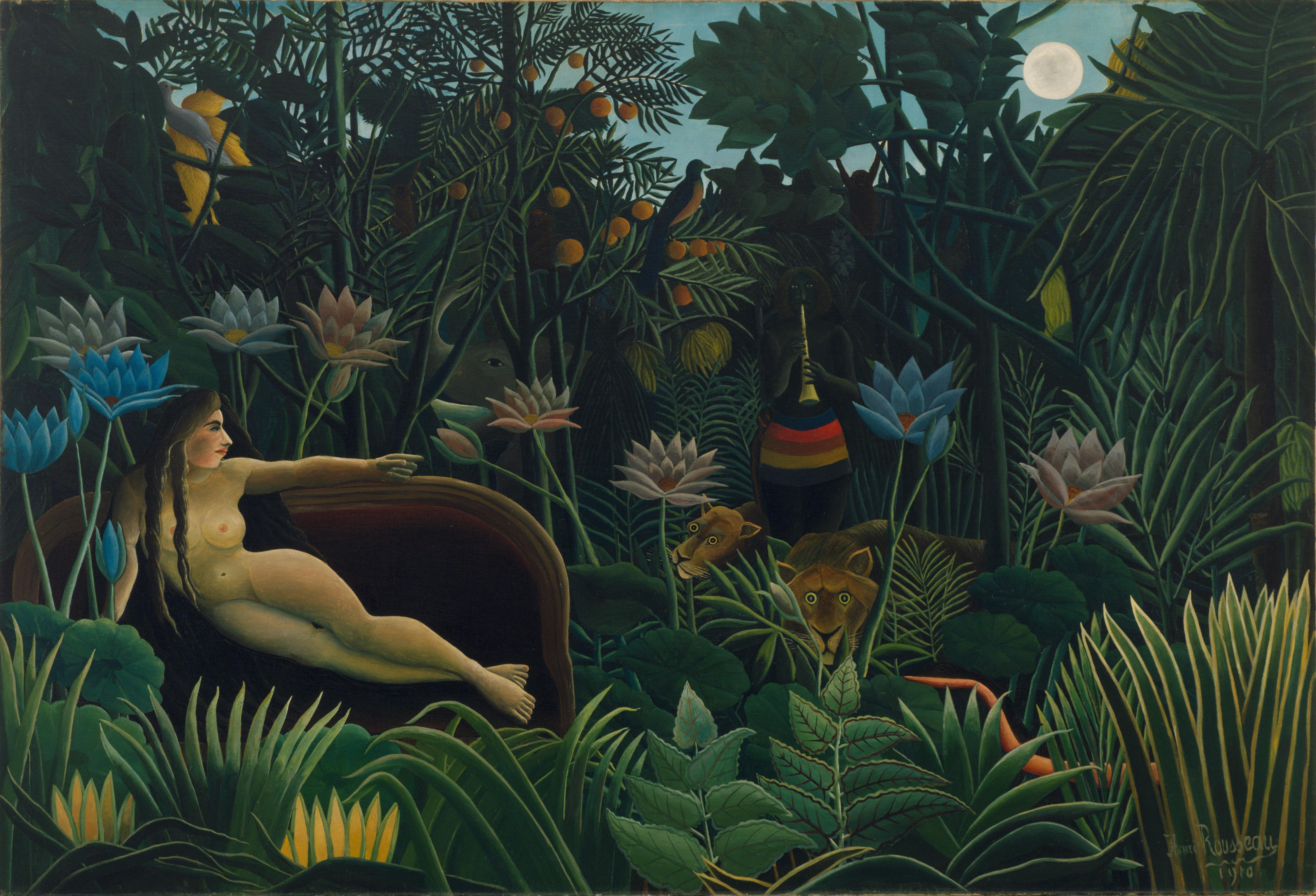
Henri Rousseau – Visul (1910)
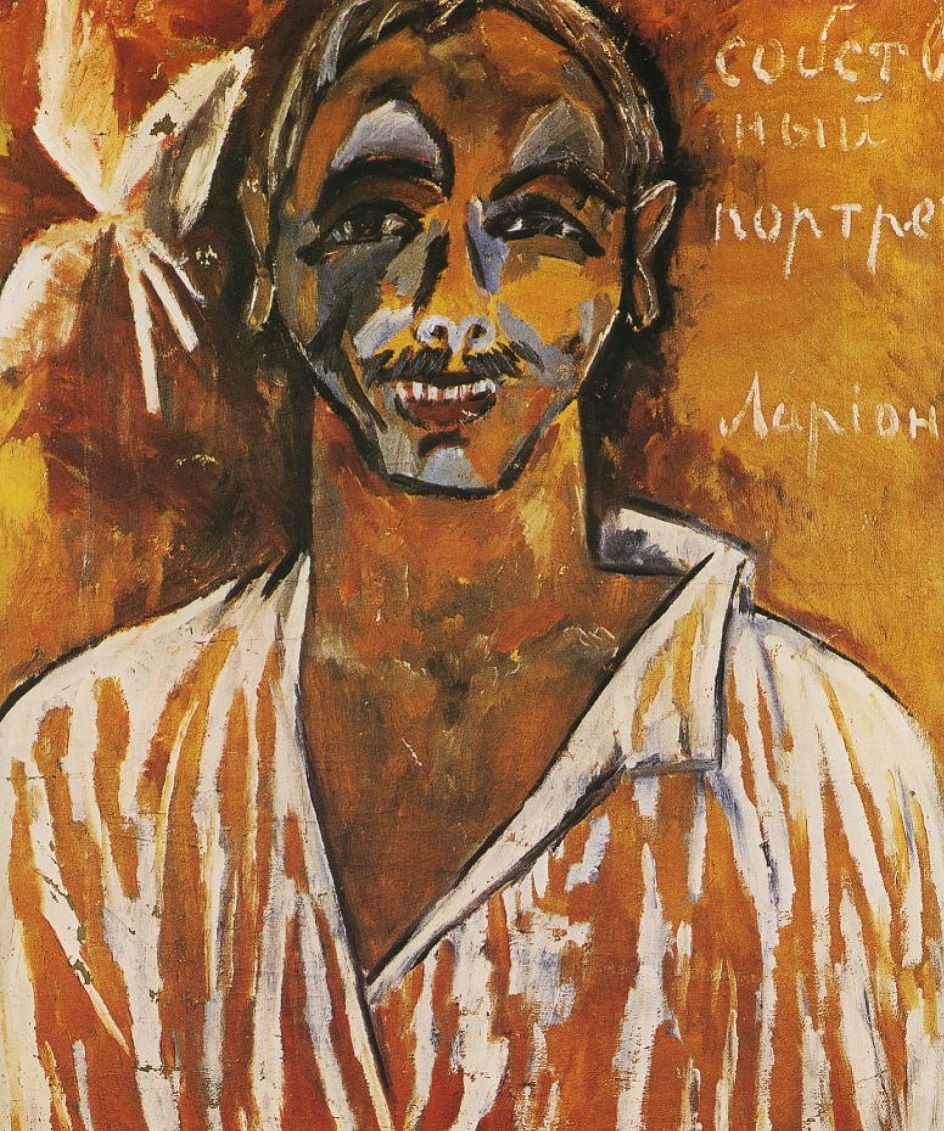
Mihail Larionov - Autoportret (Neo-primitivism) 1910
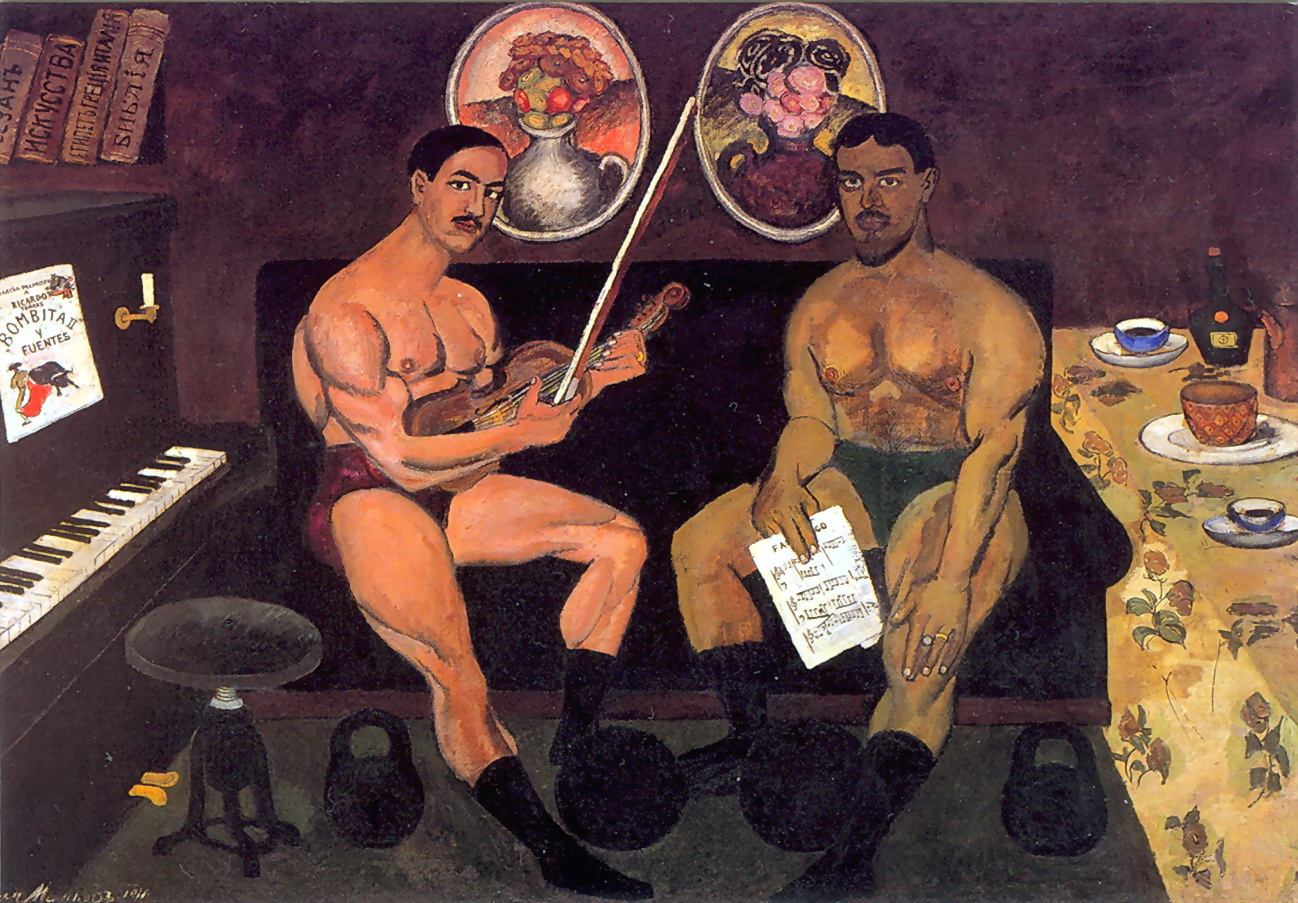
Ilia Mașcov - Autoportret cu Piotr Koncealovsky 1910
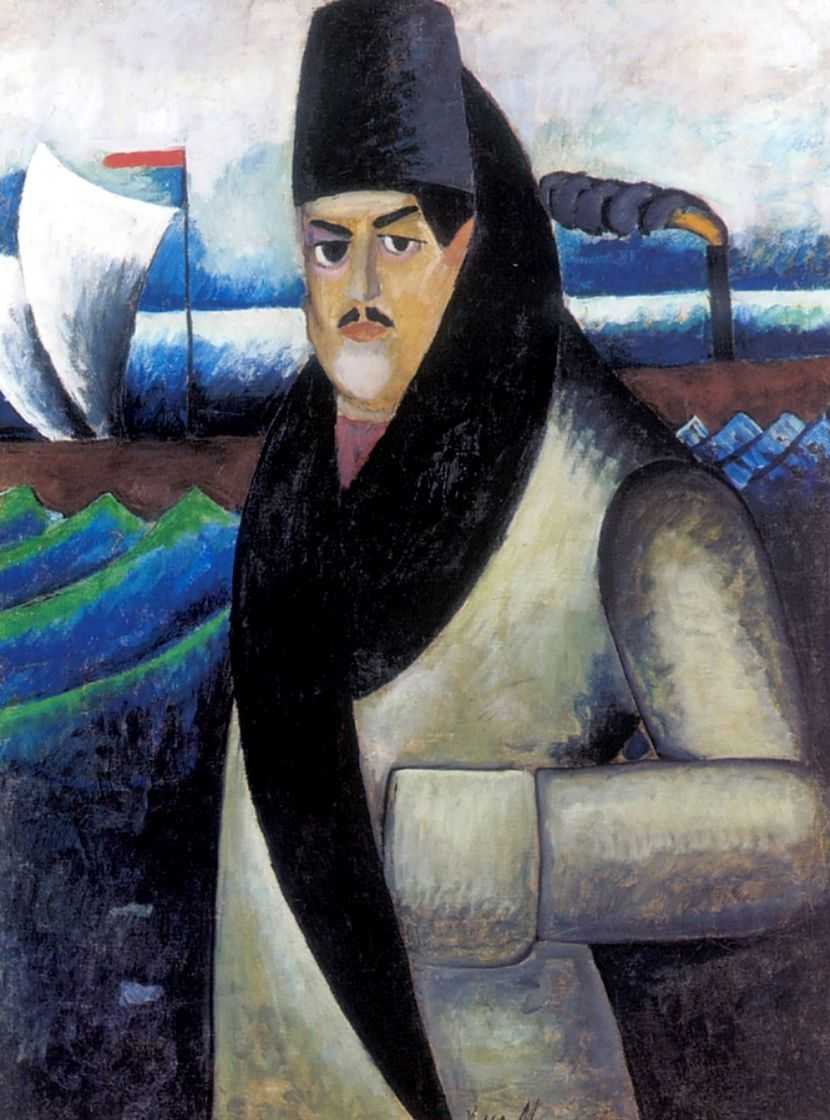
Ilia Mașcov - Autoportret 1911
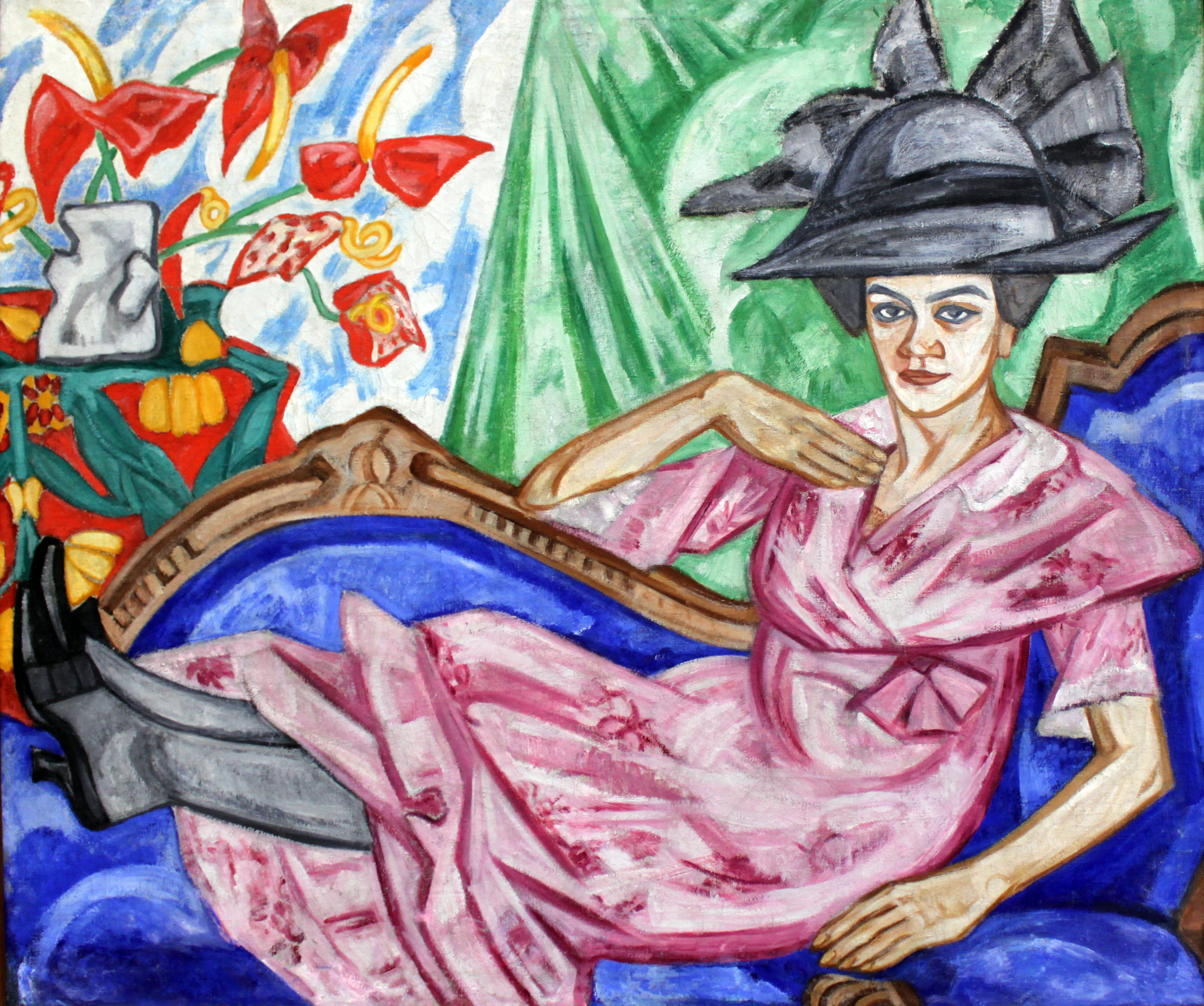
Olga Rozanova (1868 - 1918) — Portretul surorii Ana Vladimirovna Rozanova (Neo-primitivism) 1912
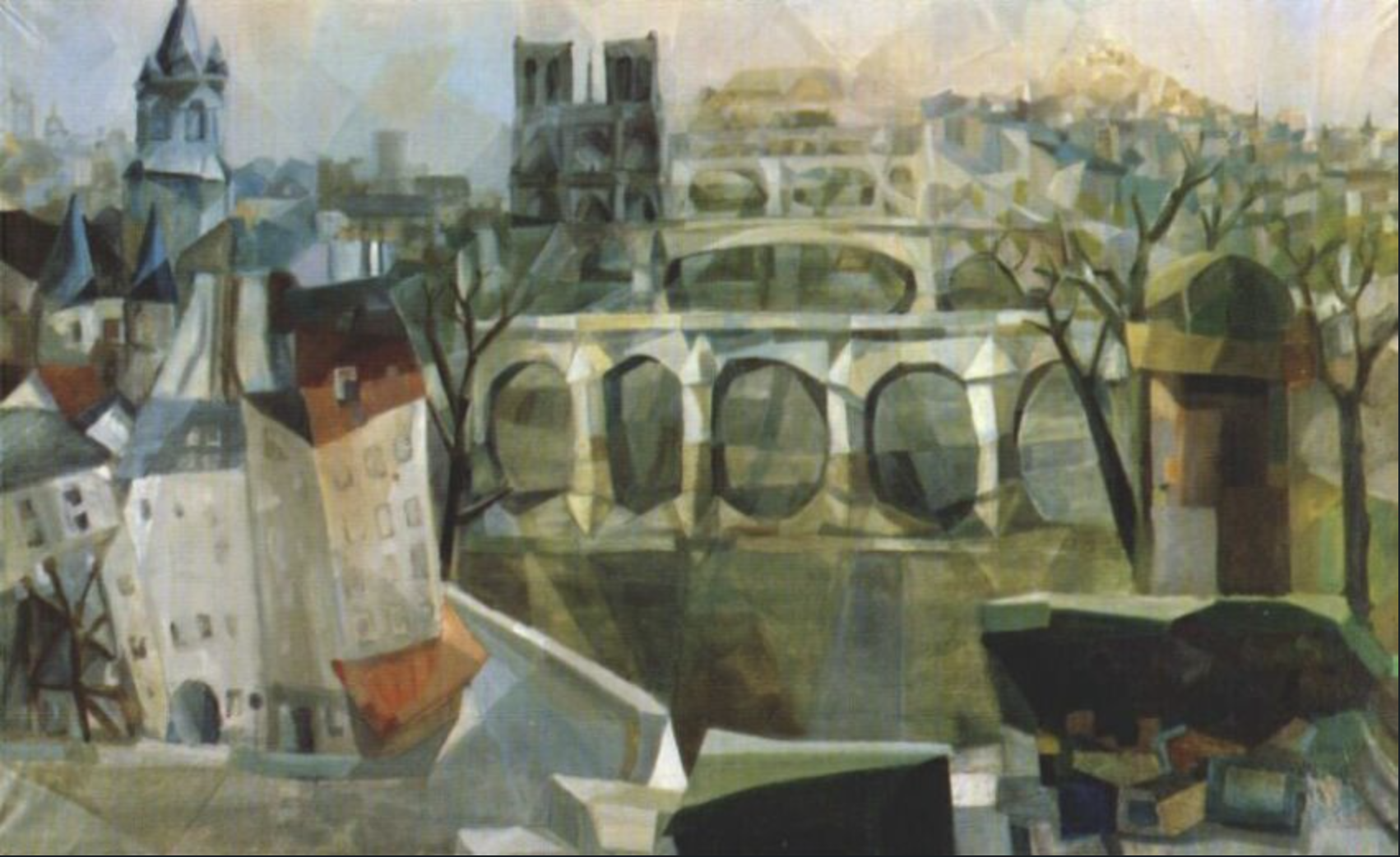
Alexandra Ekster  - Peisaj din Paris (Cubo-futurism) 1912
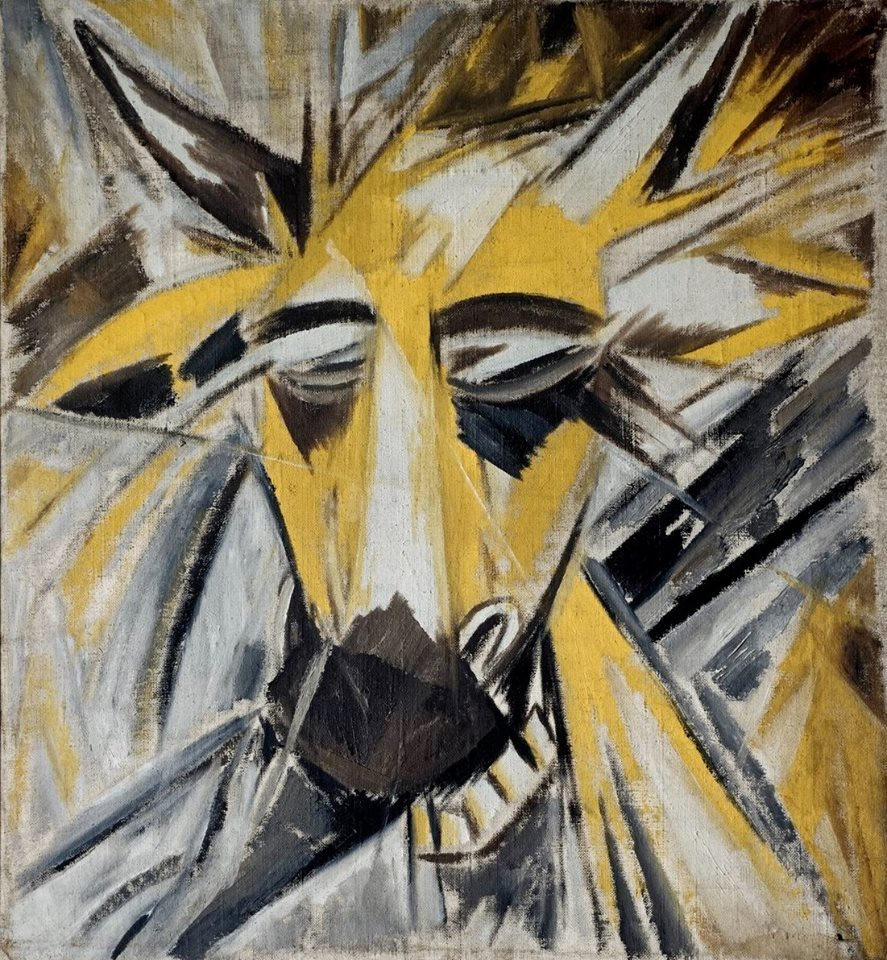
M. F. Larionov – Cap de taur (Neo-primitivism și Rayonism) 1913
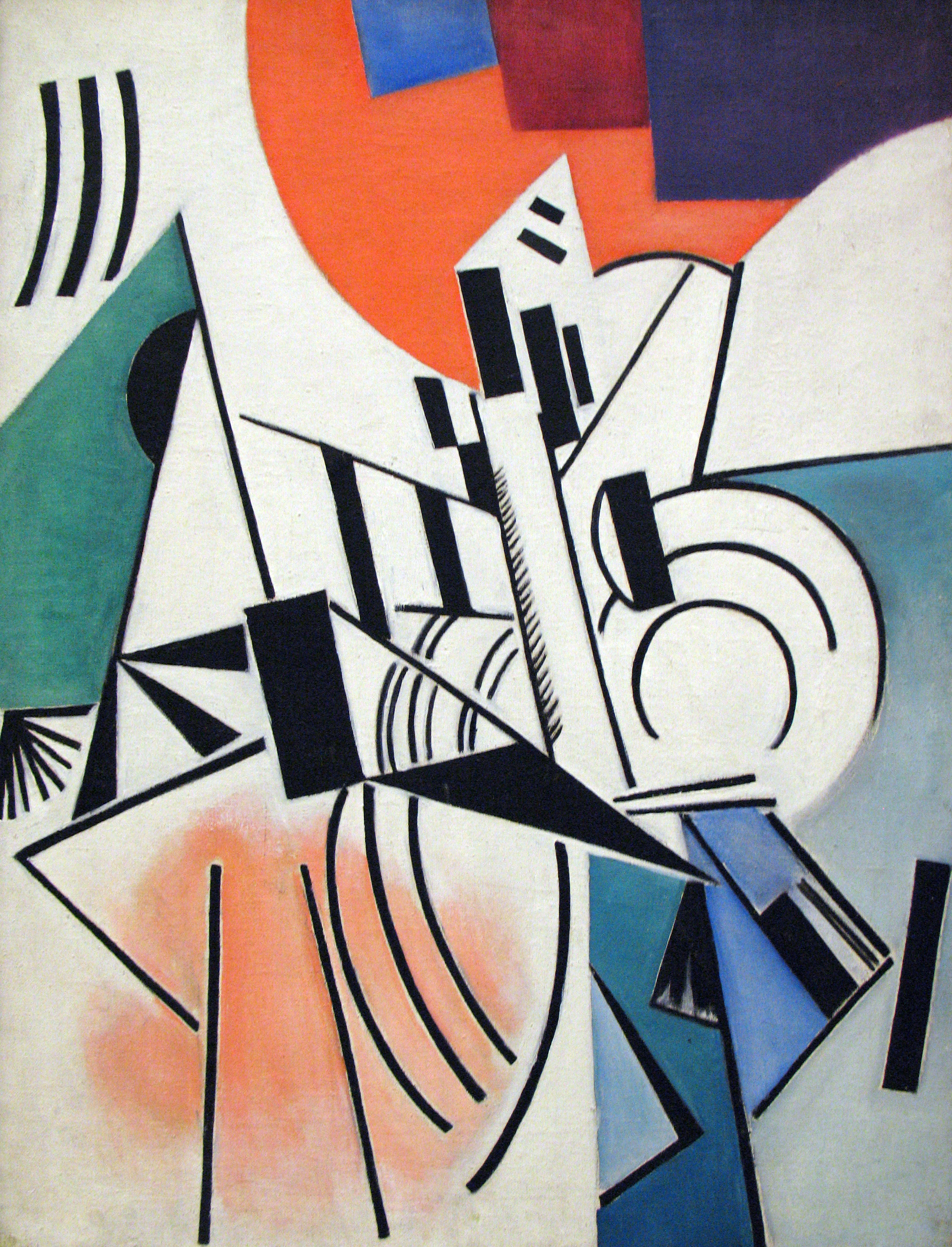
Olga Rozanova - Compoziție non-obiectivă – Suprematism 1917
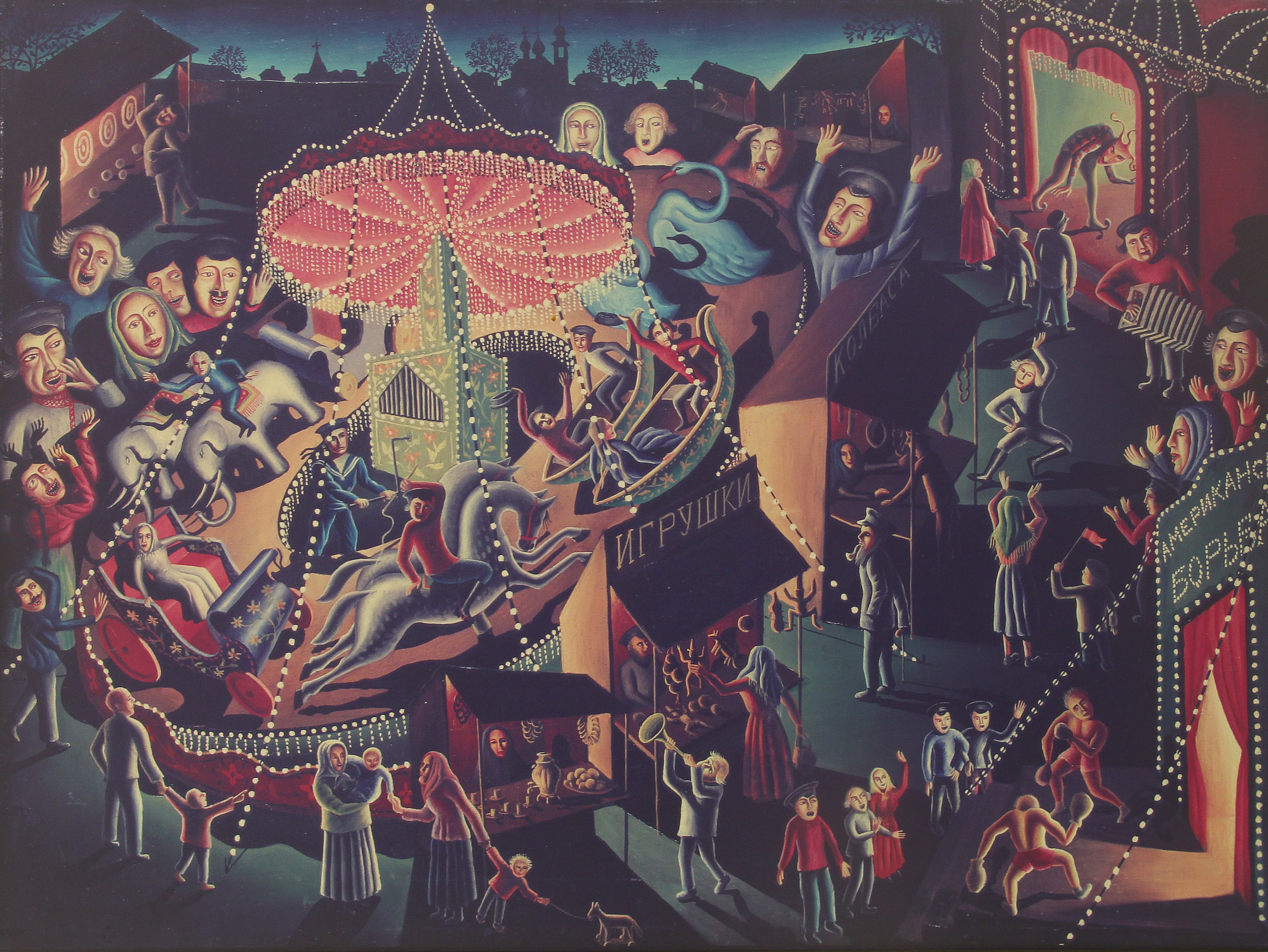
Walter Spies - Caruselul 1922
Tarsila do Amaral - Abaporu 1928Tarsila do Amaral - Abaporu 1928